# Llista de banderes municipals de Noruega
Aquesta és una llista de les banderes municipals de Noruega. Les banderes estan agrupades per comtats i els noms dels municipis segueixen l'ordre alfabètic del noruec.

## Agder

Arendal
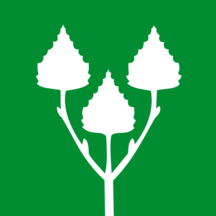
Birkenes
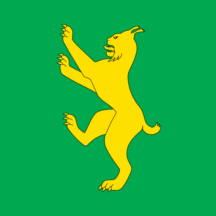
Bygland
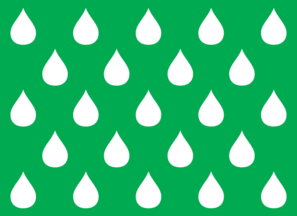
Bykle
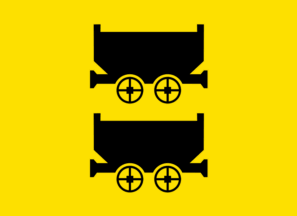
Evje og Hornnes
Farsund
Flekkefjord
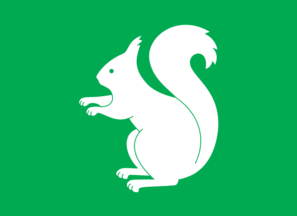
Froland
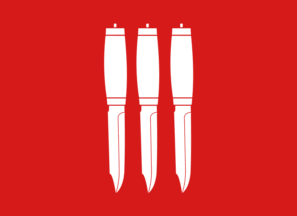
Gjerstad
Grimstad
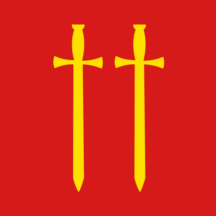
Hægebostad
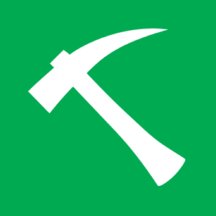
Iveland
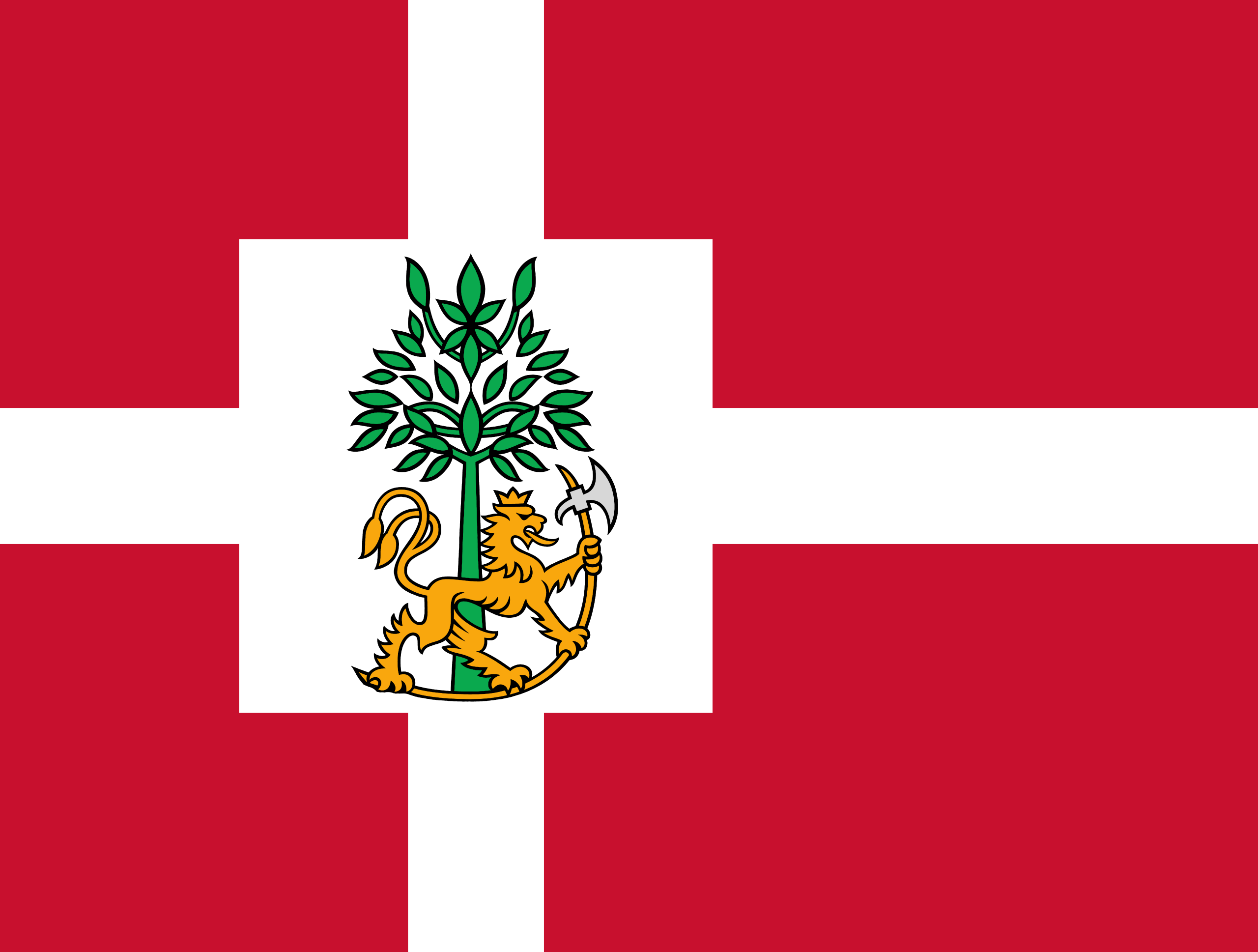
Kristiansand
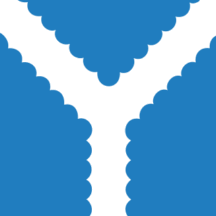
Kvinesdal
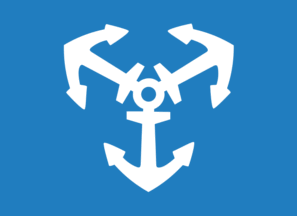
Lillesand
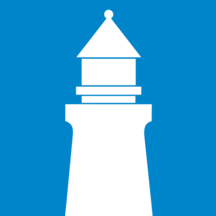
Lindesnes
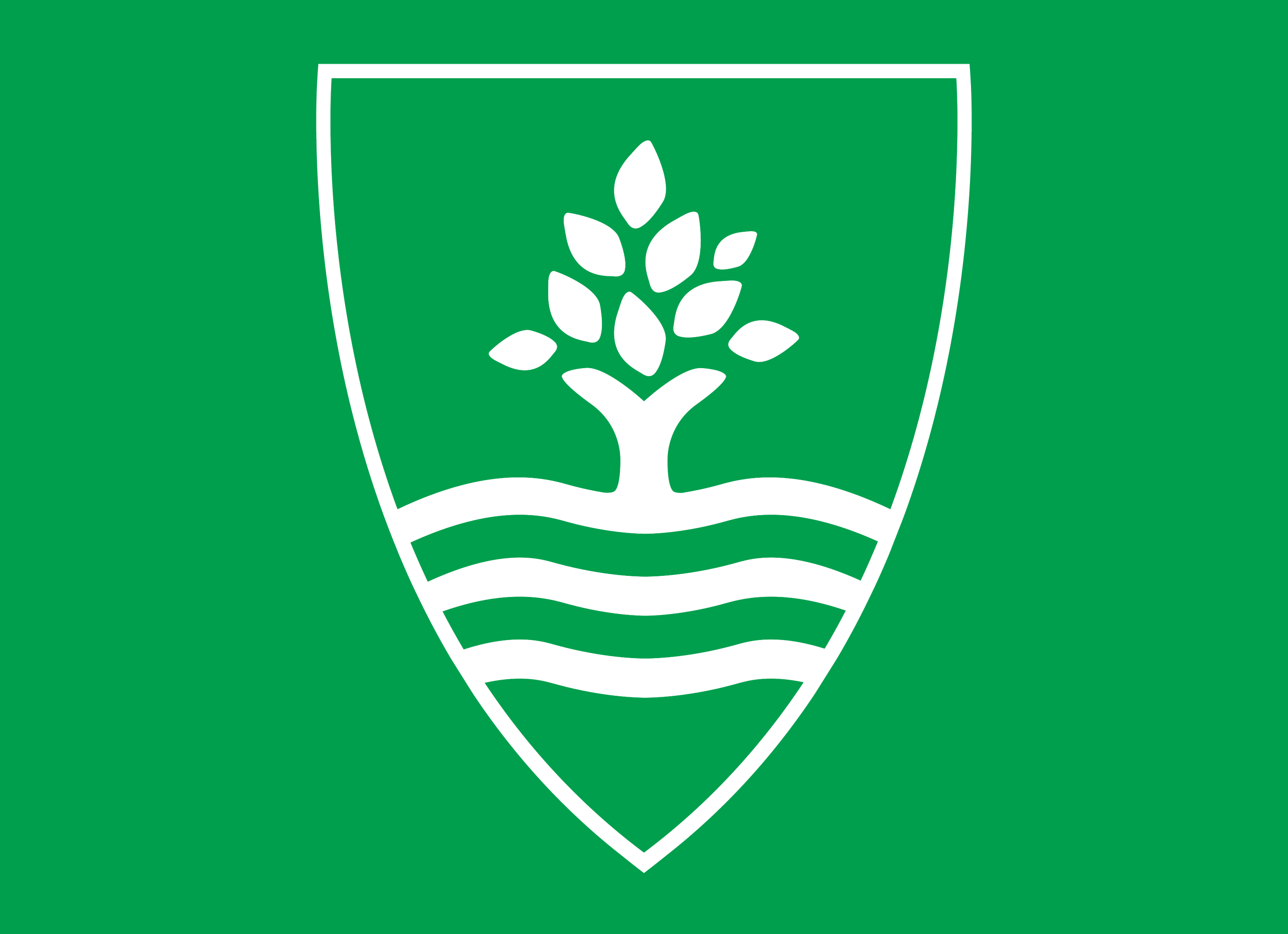
Lyngdal
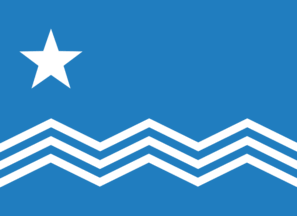
Risør
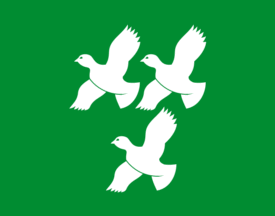
Sirdal
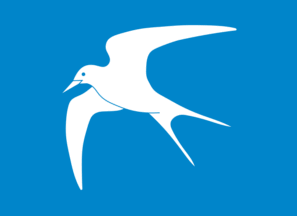
Tvedestrand
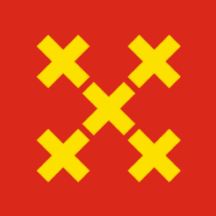
Valle
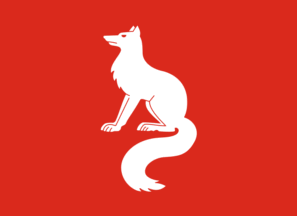
Vegårshei
Vennesla
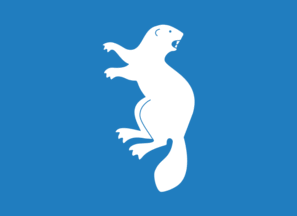
Åmli
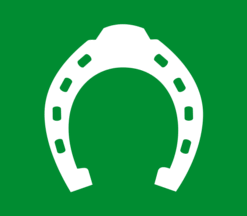
Åseral

Antics municipis

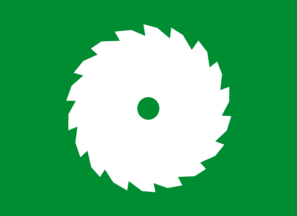
Audnedal
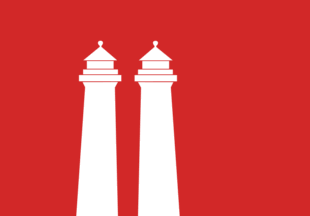
Hisøy
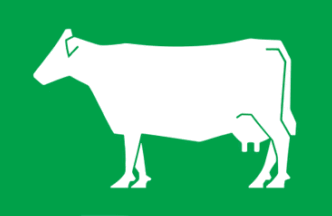
Lyngdal (1987-2019)
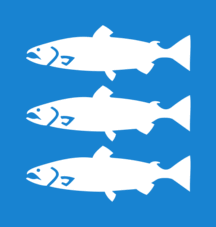
Mandal
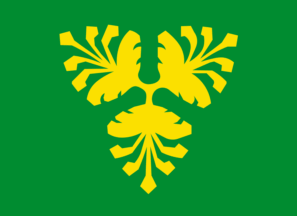
Marnardal
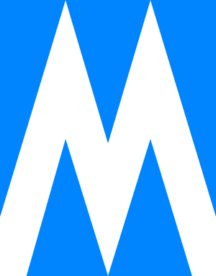
Moland
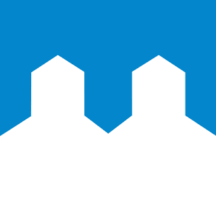
Søgne
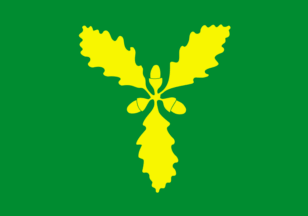
Songdalen
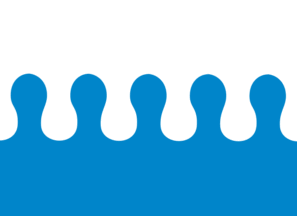
Tromøy
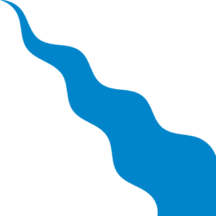
Øyestad

## Innlandet

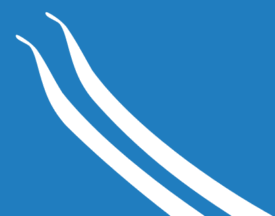
Alvdal
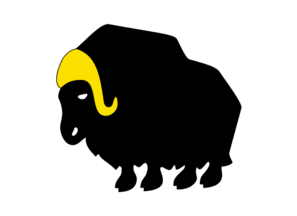
Dovre
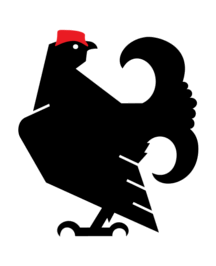
Eidskog
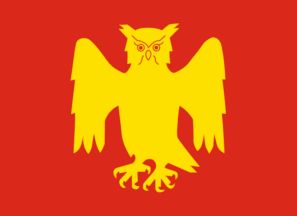
Elverum
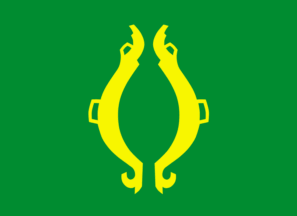
Engerdal
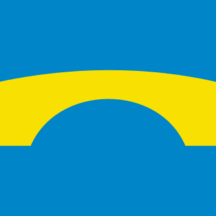
Etnedal
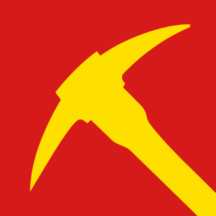
Folldal
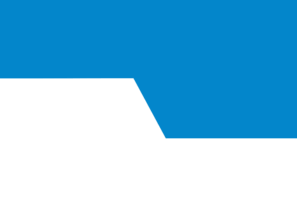
Gausdal
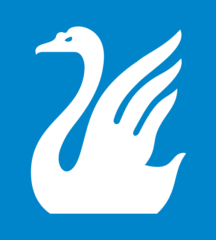
Gjøvik
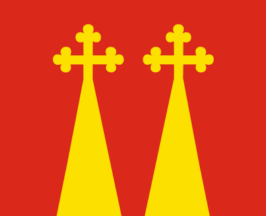
Gran
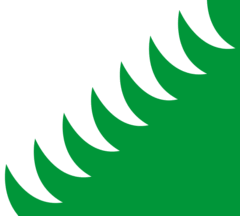
Grue
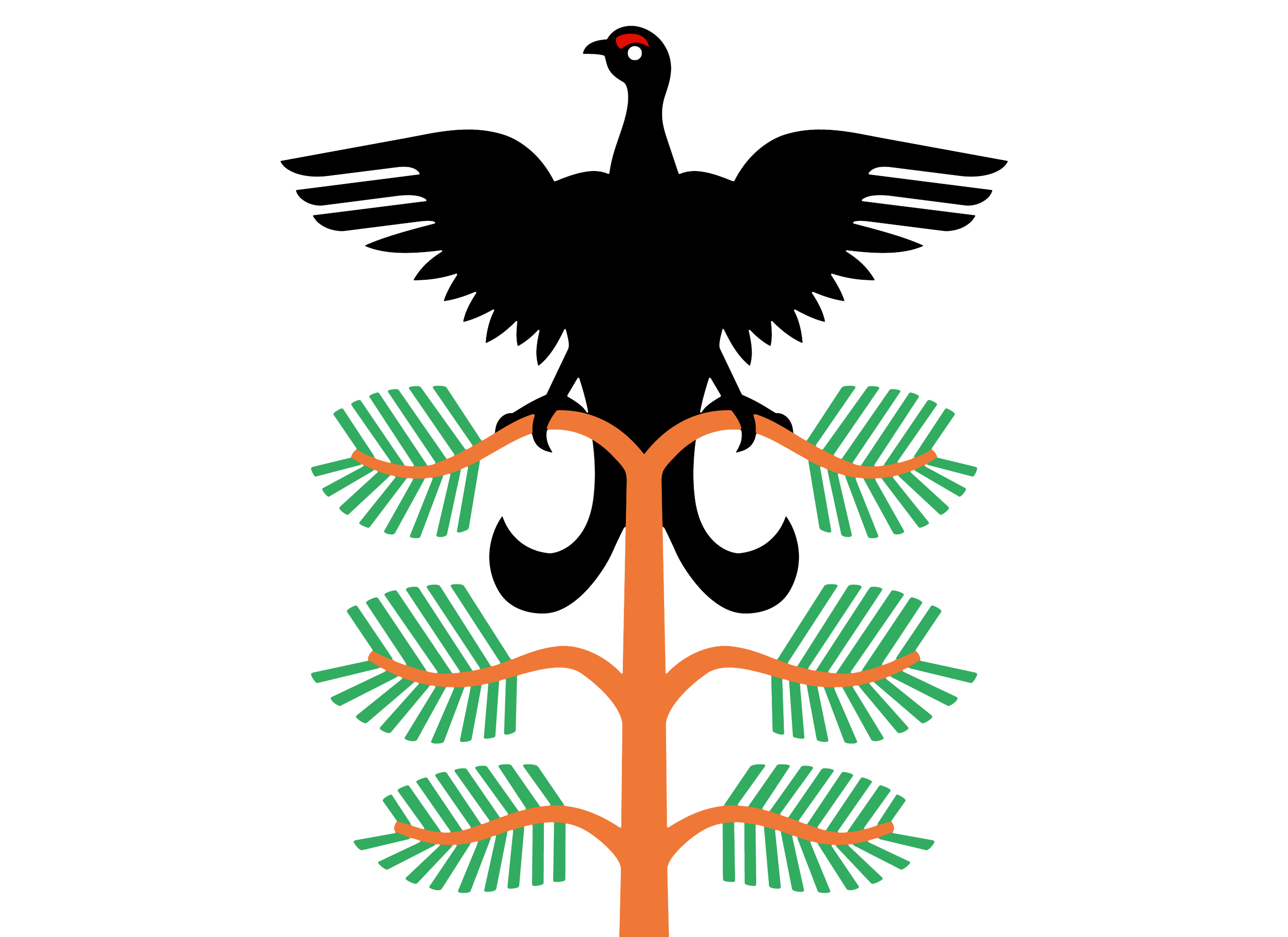
Hamar
Kongsvinger
Lesja
Lillehammer
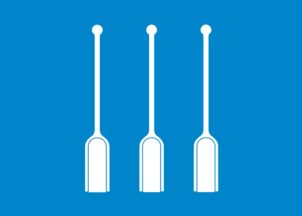
Lom
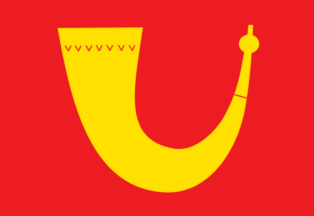
Løten
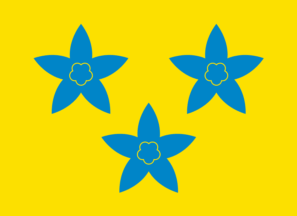
Nord-Aurdal
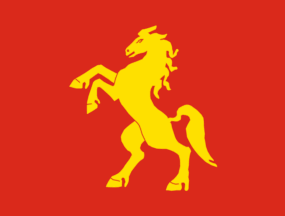
Nord-Fron
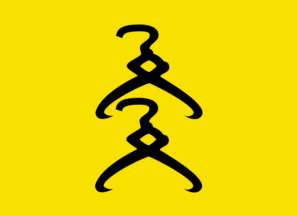
Nord-Odal
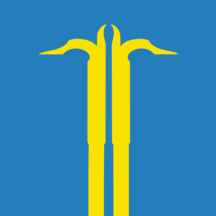
Nordre Land
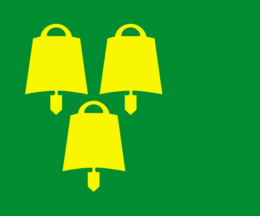
Os
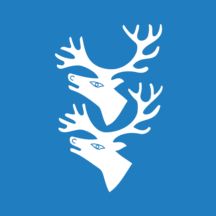
Rendalen
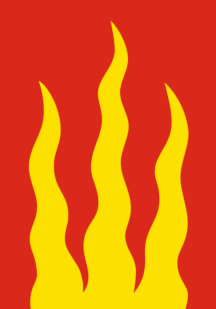
Ringebu
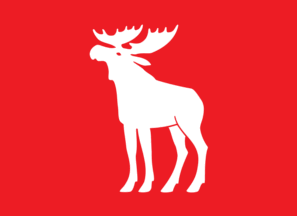
Ringsaker
Sel
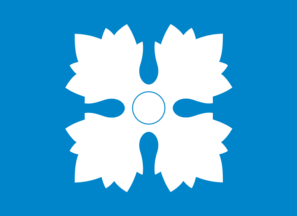
Skjåk
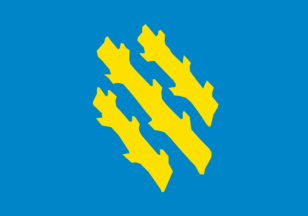
Søndre Land
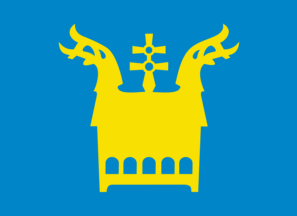
Sør-Aurdal
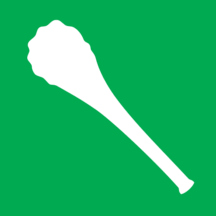
Sør-Fron
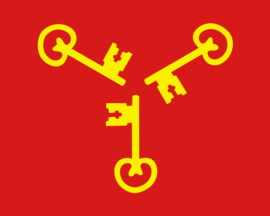
Sør-Odal
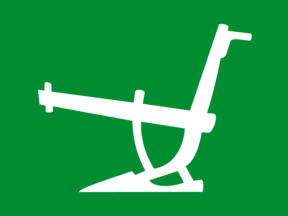
Stange
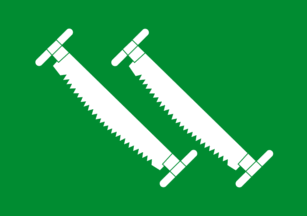
Stor-Elvdal
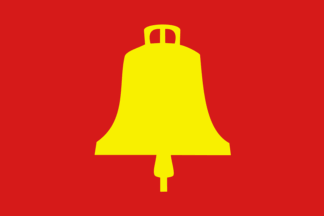
Tolga
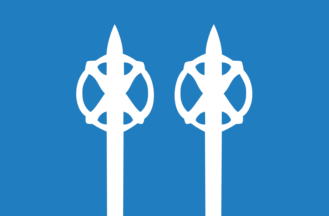
Trysil
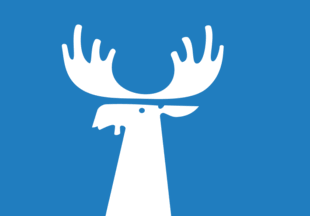
Tynset
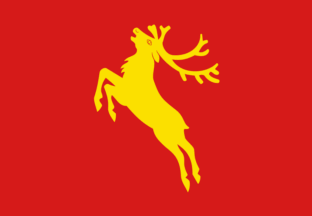
Vågå
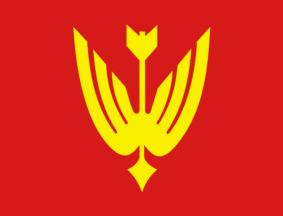
Våler
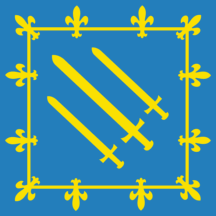
Vang
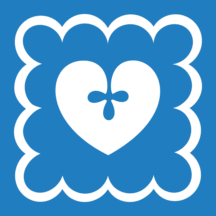
Vestre Slidre
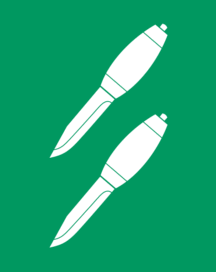
Vestre Toten
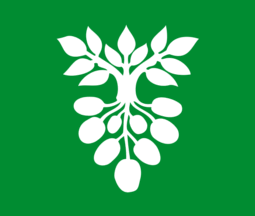
Østre Toten
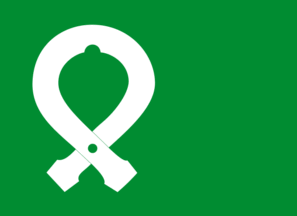
Øyer
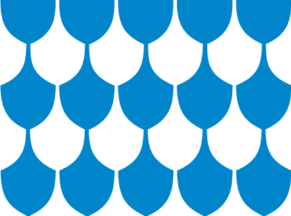
Øystre Slidre
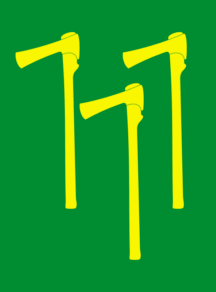
Åmot
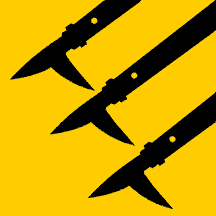
Åsnes

## Møre og Romsdal

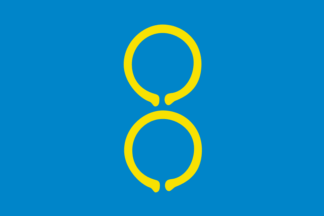
Aukra
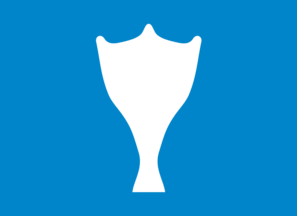
Aure
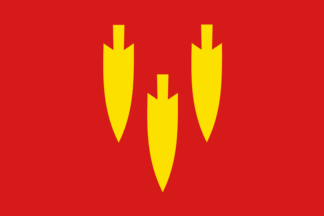
Averøy
Fjord
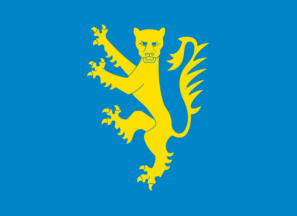
Giske
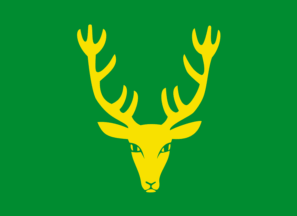
Gjemnes
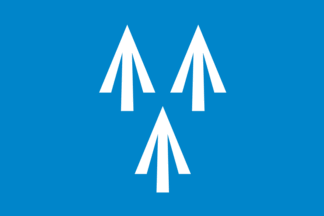
Hareid
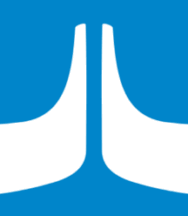
Herøy
Hustadvika
Kristiansund
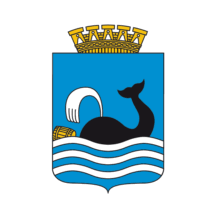
Molde
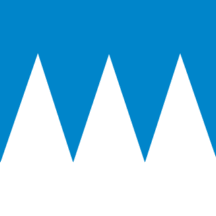
Rauma
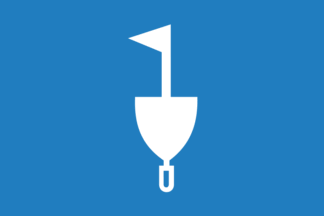
Sande
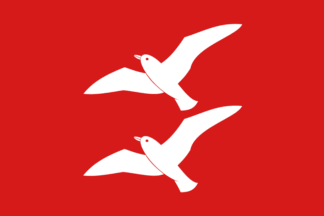
Smøla
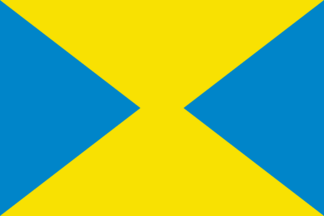
Stranda
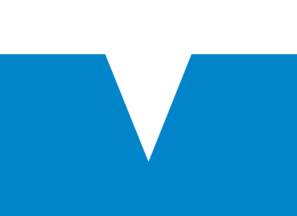
Sula
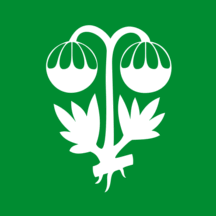
Sunndal
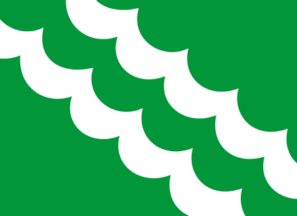
Surnadal
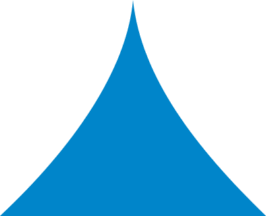
Sykkylven
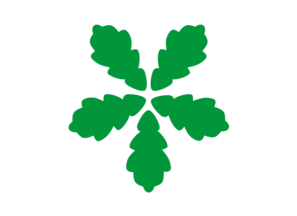
Tingvoll
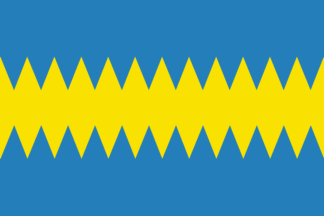
Ulstein
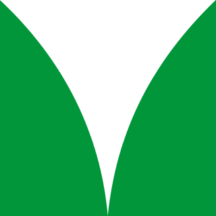
Vanylven
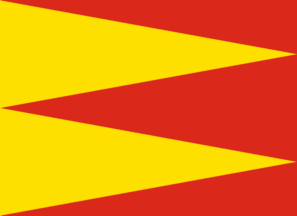
Vestnes
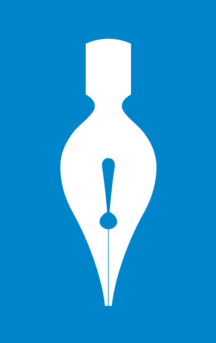
Volda
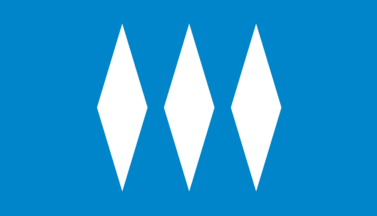
Ørsta
Ålesund

Antics municipis

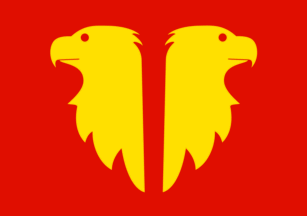
Aure (1991–2005)
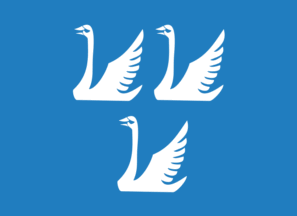
Eide
Fræna
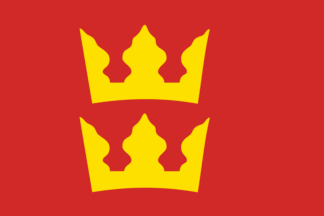
Frei
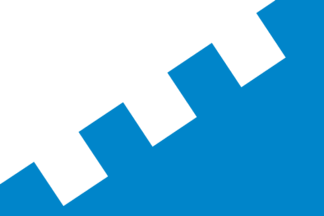
Halsa
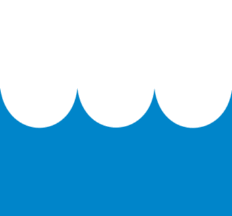
Haram
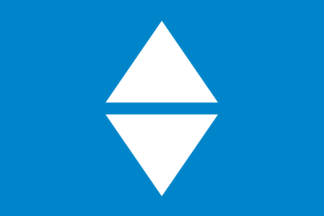
Midsund
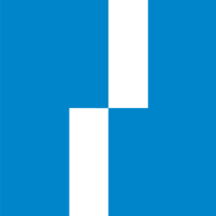
Nesset
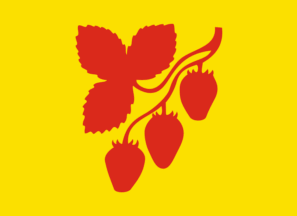
Norddal
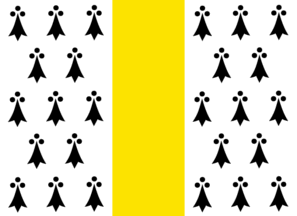
Ørskog
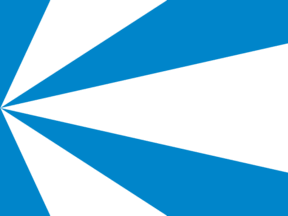
Sandøy
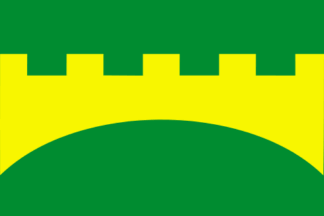
Skodje
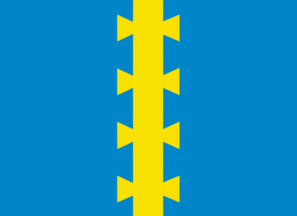
Stordal
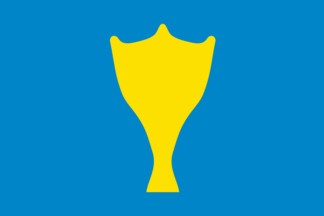
Tustna

## Nordland

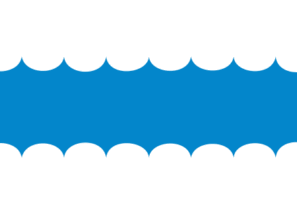
Alstahaug
Andøy
Beiarn
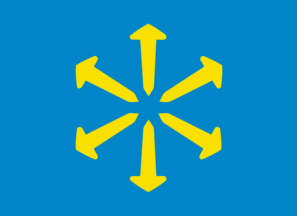
Bindal
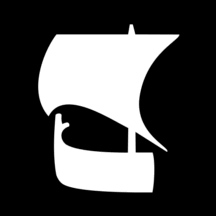
Bø
Bodø
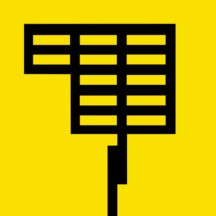
Brønnøy
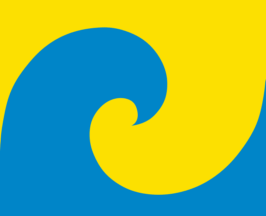
Dønna
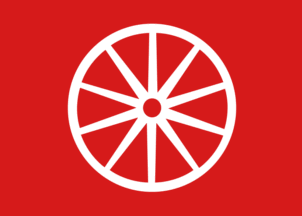
Evenes
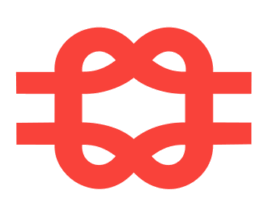
Fauske
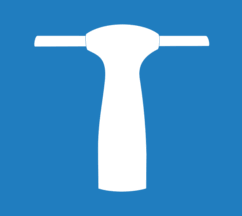
Flakstad
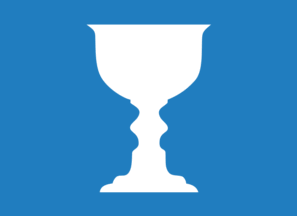
Gildeskål
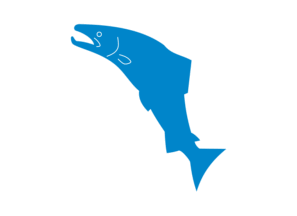
Grane
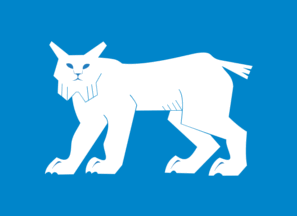
Hamarøy
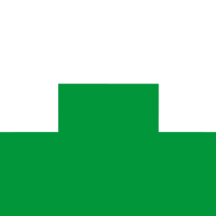
Hattfjelldal
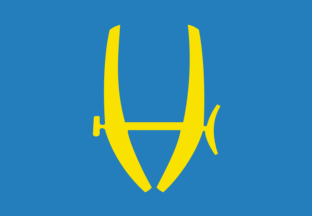
Hemnes
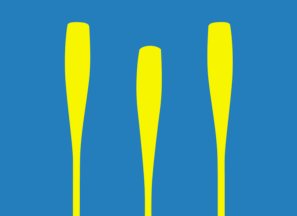
Herøy
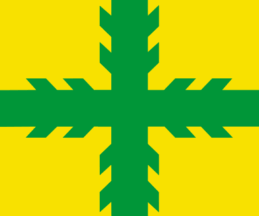
Leirfjord
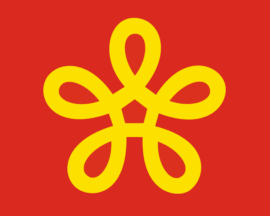
Lødingen
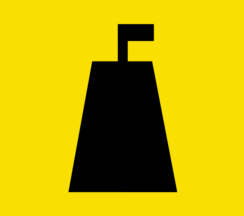
Lurøy
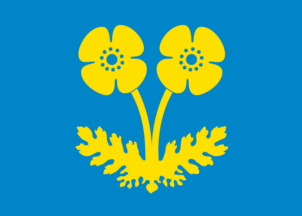
Meløy
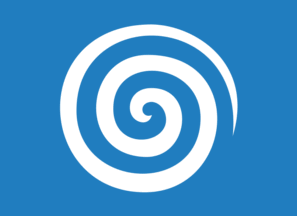
Moskenes
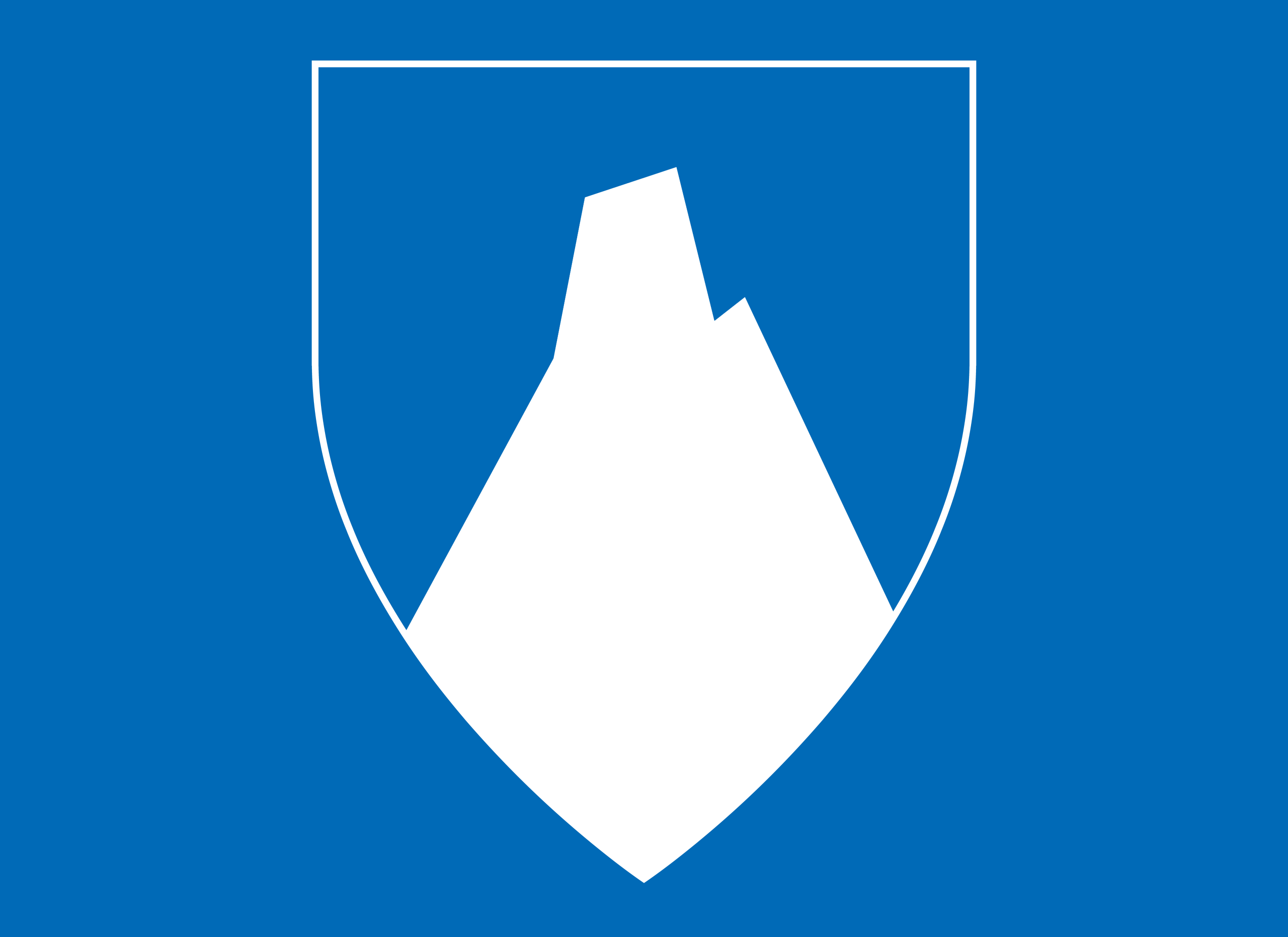
Narvik
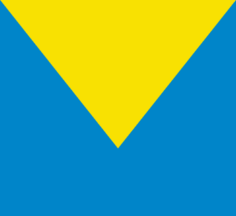
Nesna
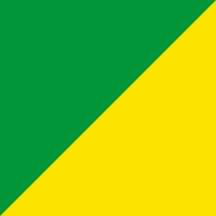
Rana
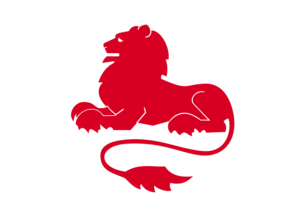
Rødøy
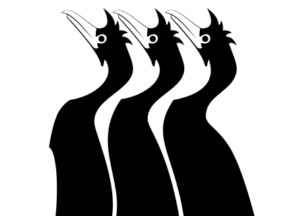
Røst
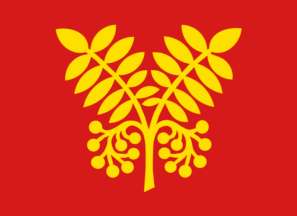
Saltdal
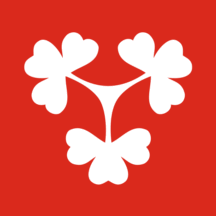
Sømna
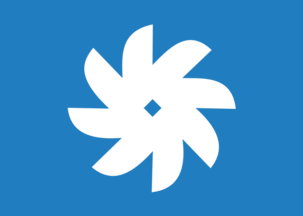
Sørfold
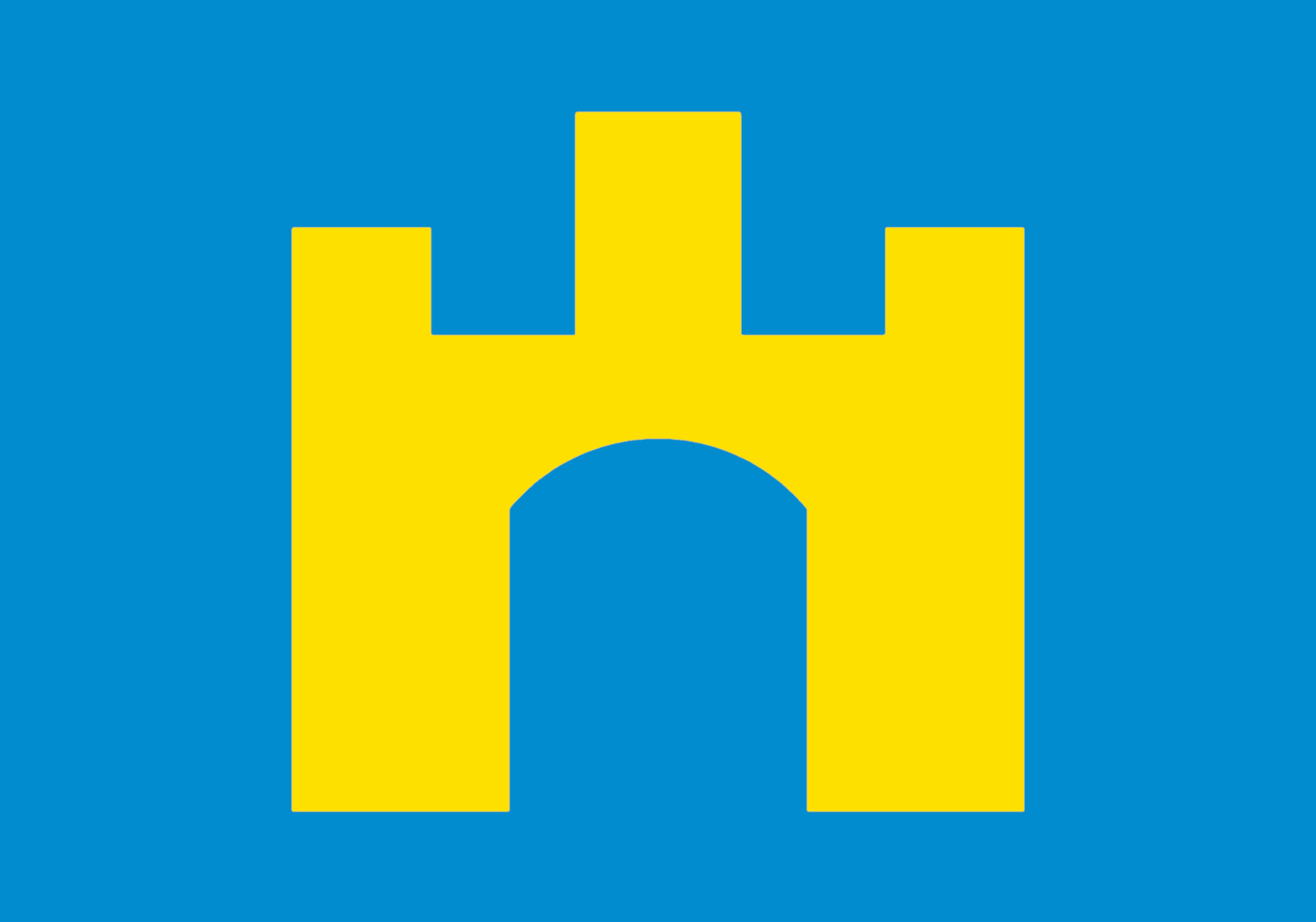
Sortland
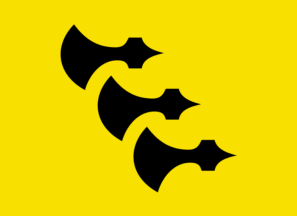
Steigen
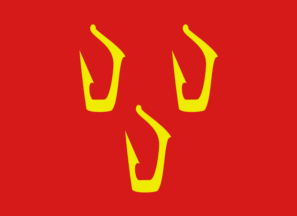
Træna
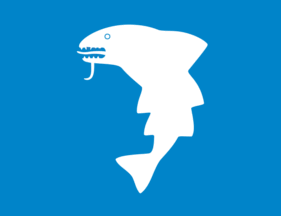
Vågan
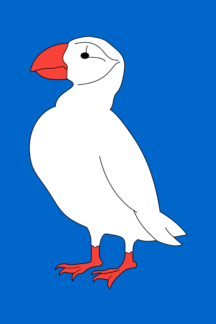
Værøy
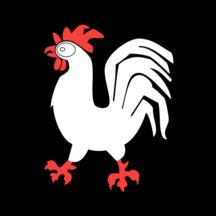
Vefsn
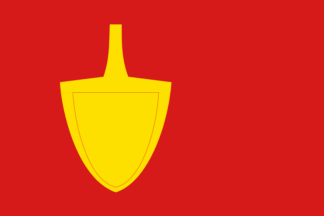
Vega
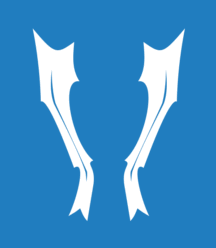
Vestvågøy
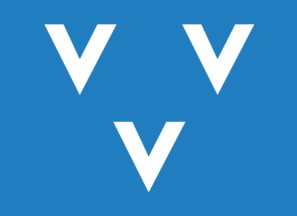
Vevelstad
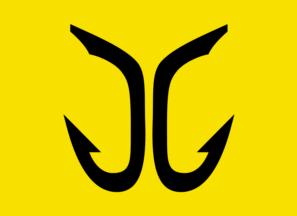
Øksnes

Antics municipis

Ballangen
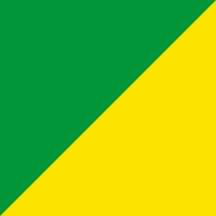
Mo i Rana
Narvik (1951-2019)
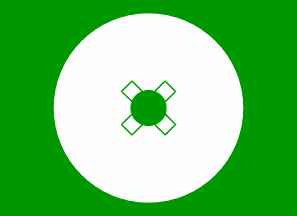
Skjerstad
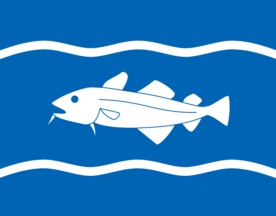
Svolvær
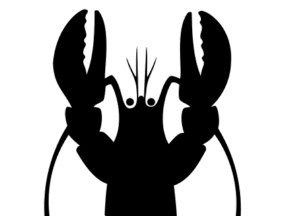
Tysfjord

## Oslo
La capital, Oslo, és considerada tant un comtat com un municipi.

Oslo
Oslo (1924-2000)

## Rogaland

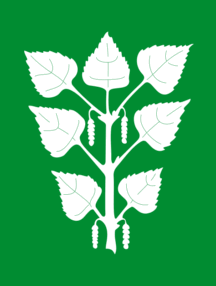
Bjerkreim
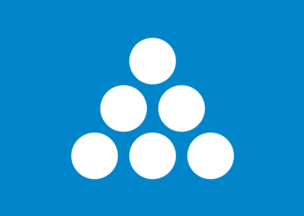
Bokn
Eigersund
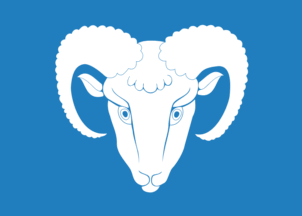
Gjesdal
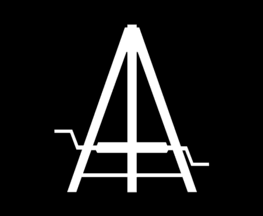
Hå
Haugesund
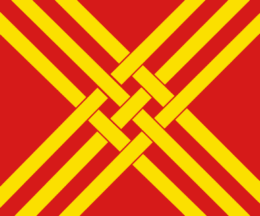
Hjelmeland
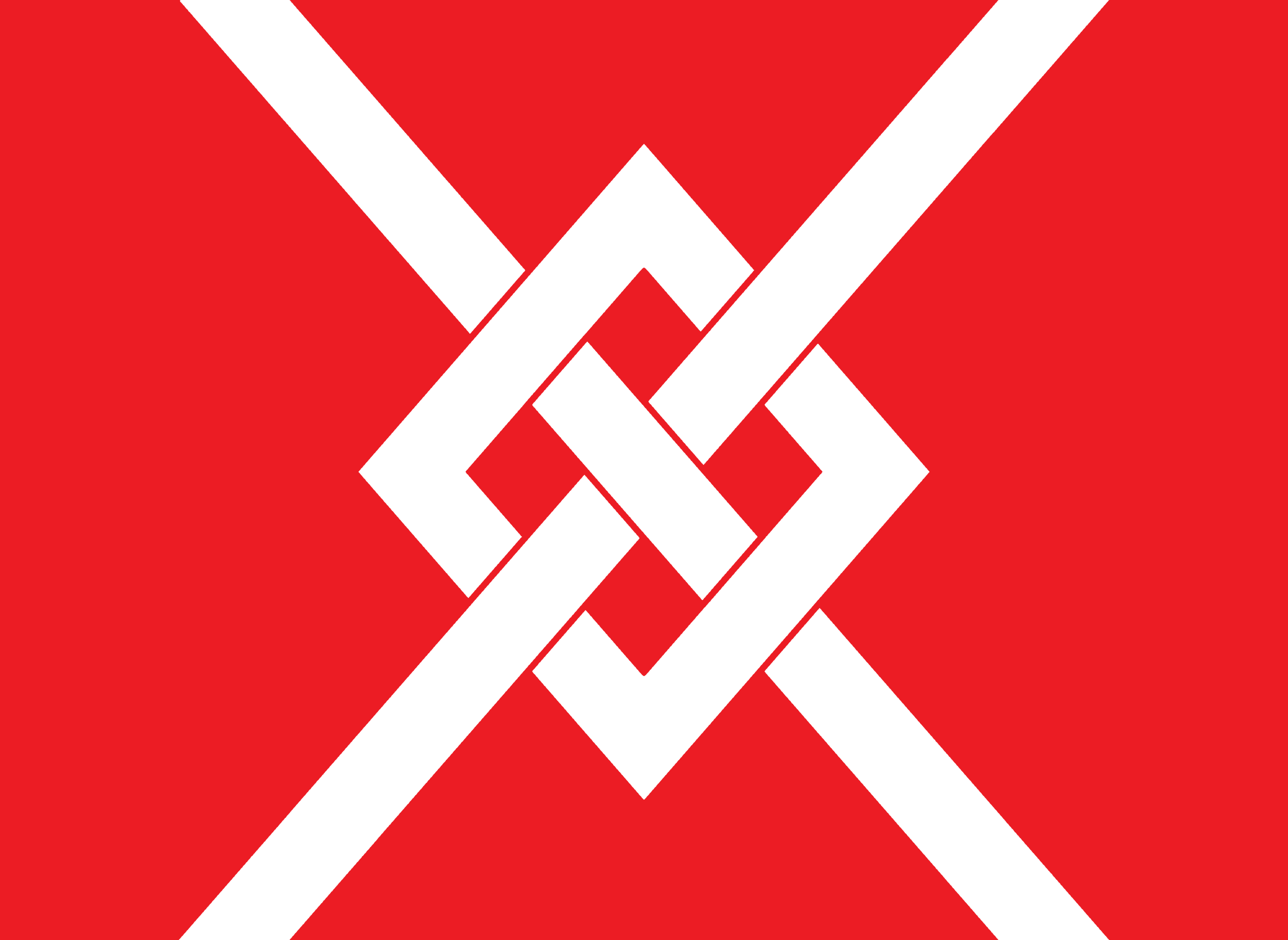
Karmøy
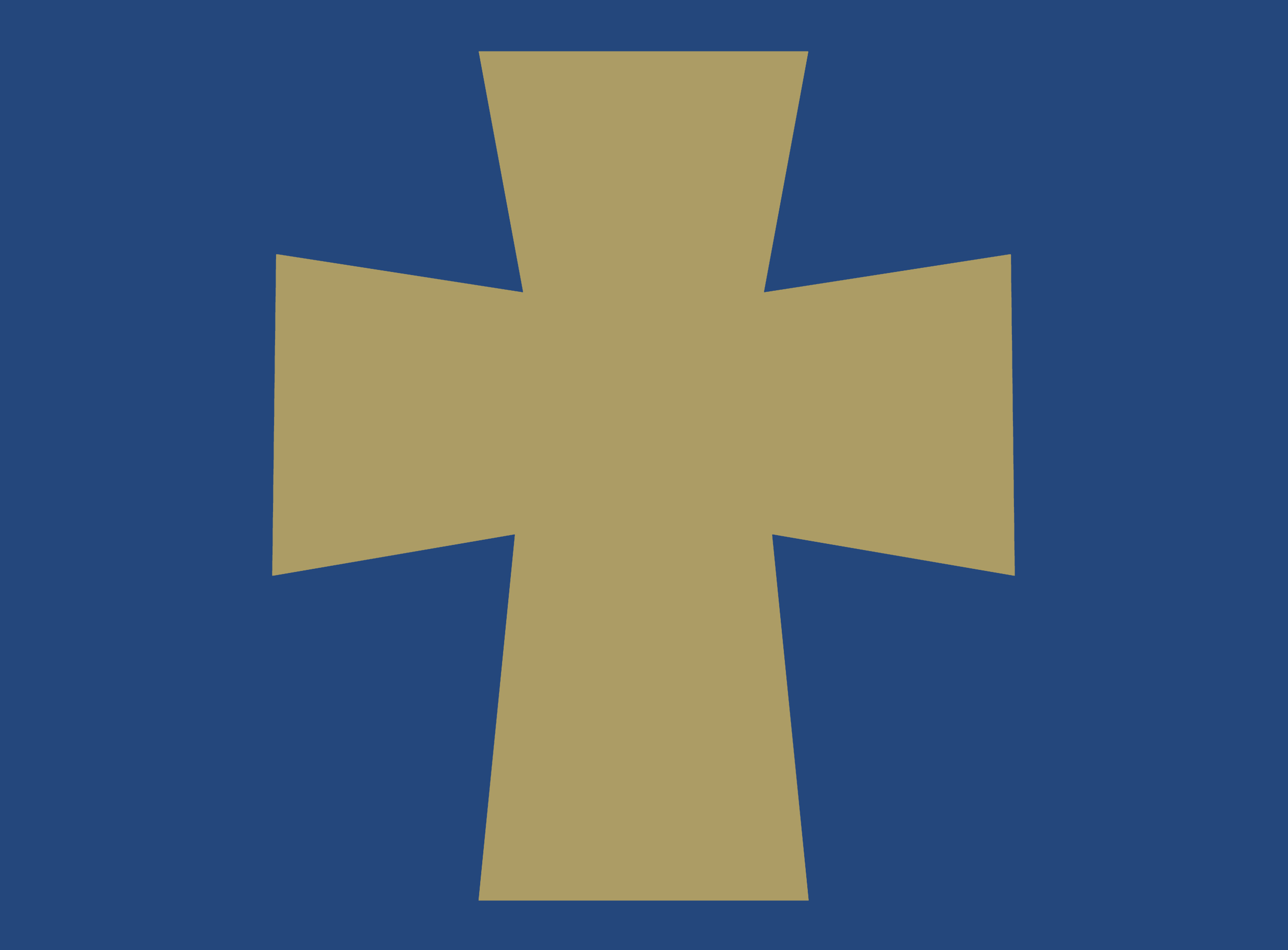
Klepp
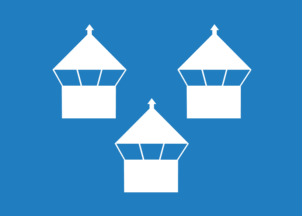
Kvitsøy
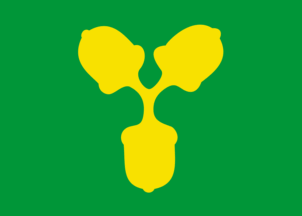
Lund
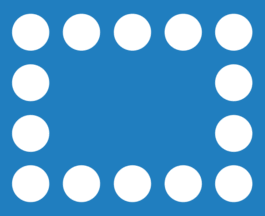
Randaberg
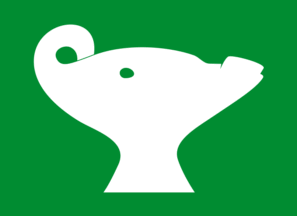
Sandnes
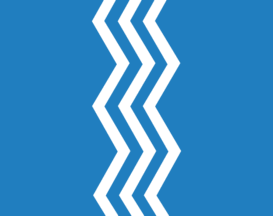
Sauda
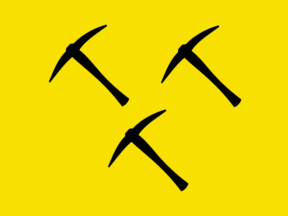
Sokndal
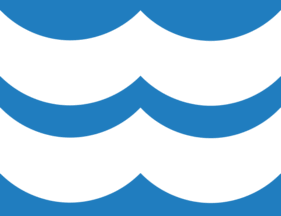
Sola
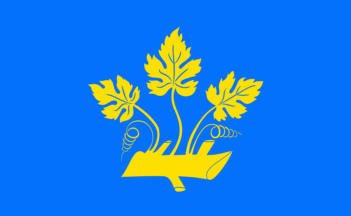
Stavanger
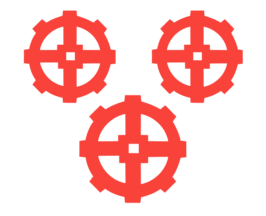
Strand
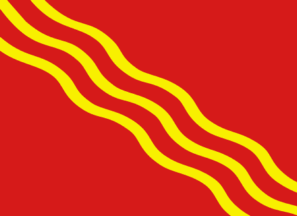
Suldal
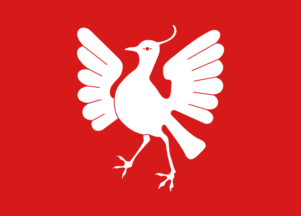
Time
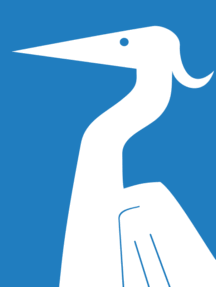
Tysvær
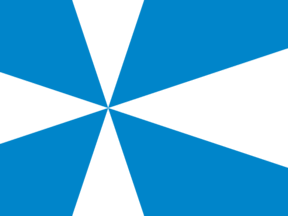
Utsira
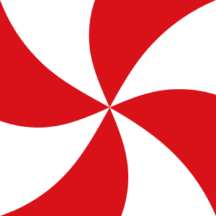
Vindafjord

Antics municipis

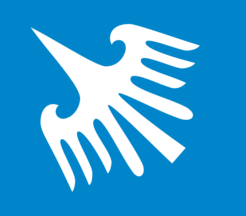
Finnøy
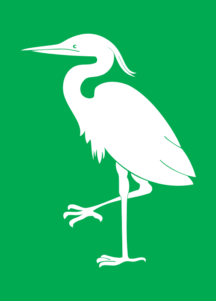
Forsand
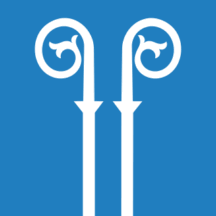
Rennesøy
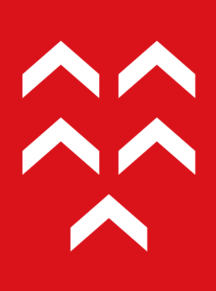
Vindafjord (1986–2006)
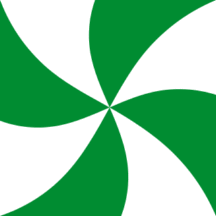
Ølen

## Troms og Finnmark

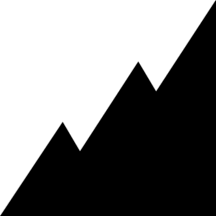
Berg
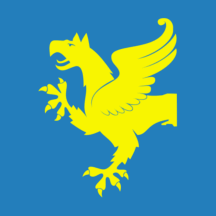
Bjarkøy
Kvalsund
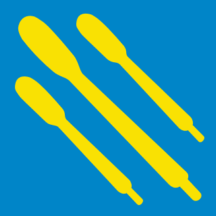
Lenvik
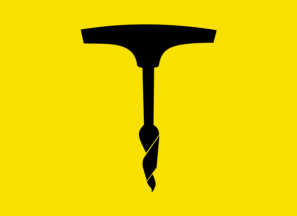
Skånland
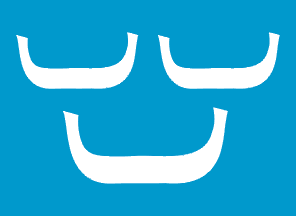
Sørøysund
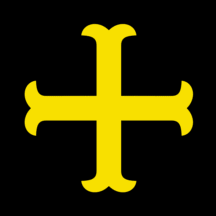
Torsken
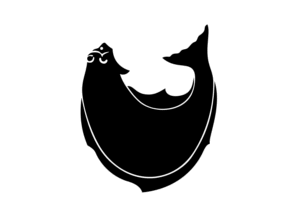
Tranøy

A partir de l'1 de gener de 2024 el comtat de Troms og Finnmark es tornarà a dividir de nou en dos després d'una decisió presa pel parlament noruec el 15 de juny de 2022 i que entrarà en vigor el 2024.

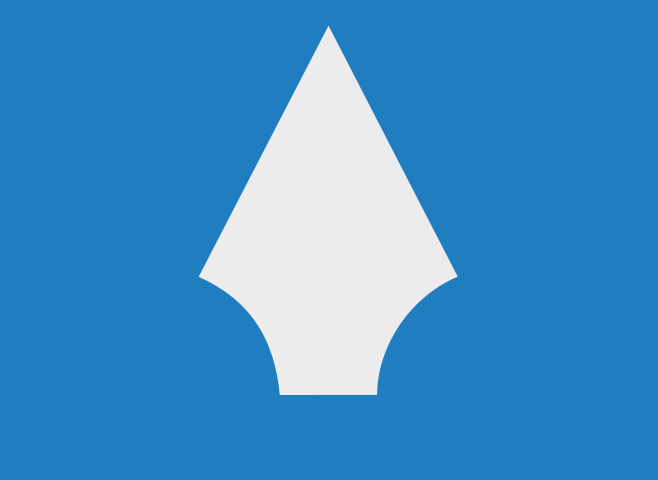
Alta
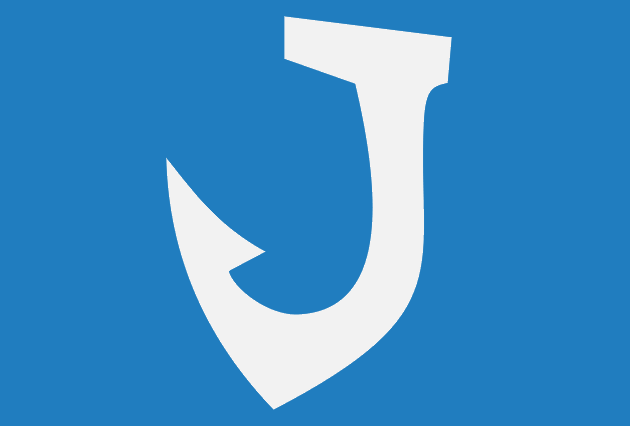
Båtsfjord
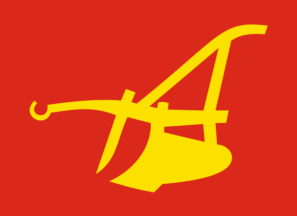
Balsfjord
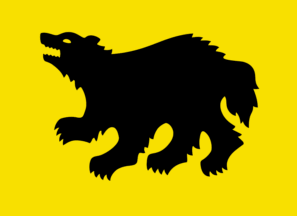
Bardu
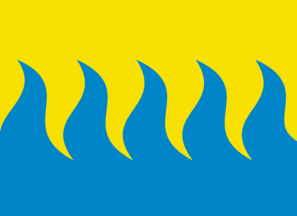
Berlevåg
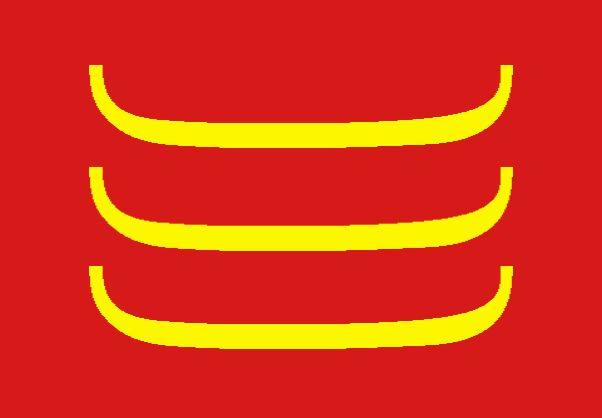
Deatnu / Tana
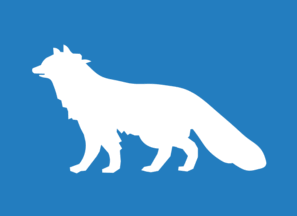
Dyrøy
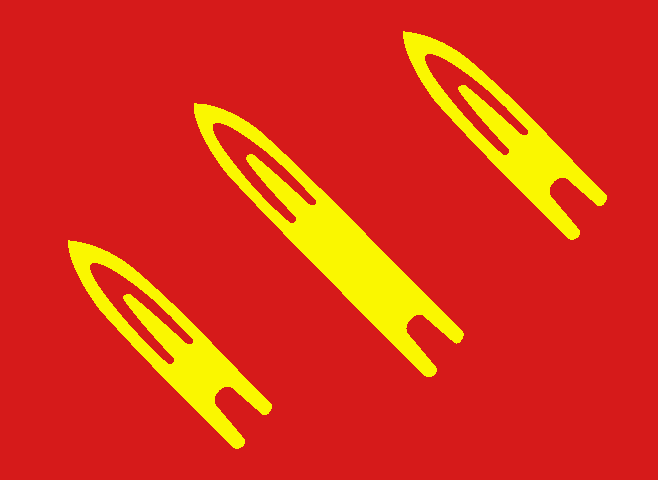
Gamvik
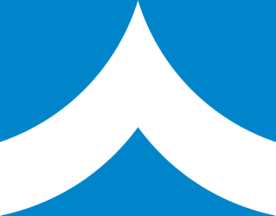
Gratangen
Hammerfest
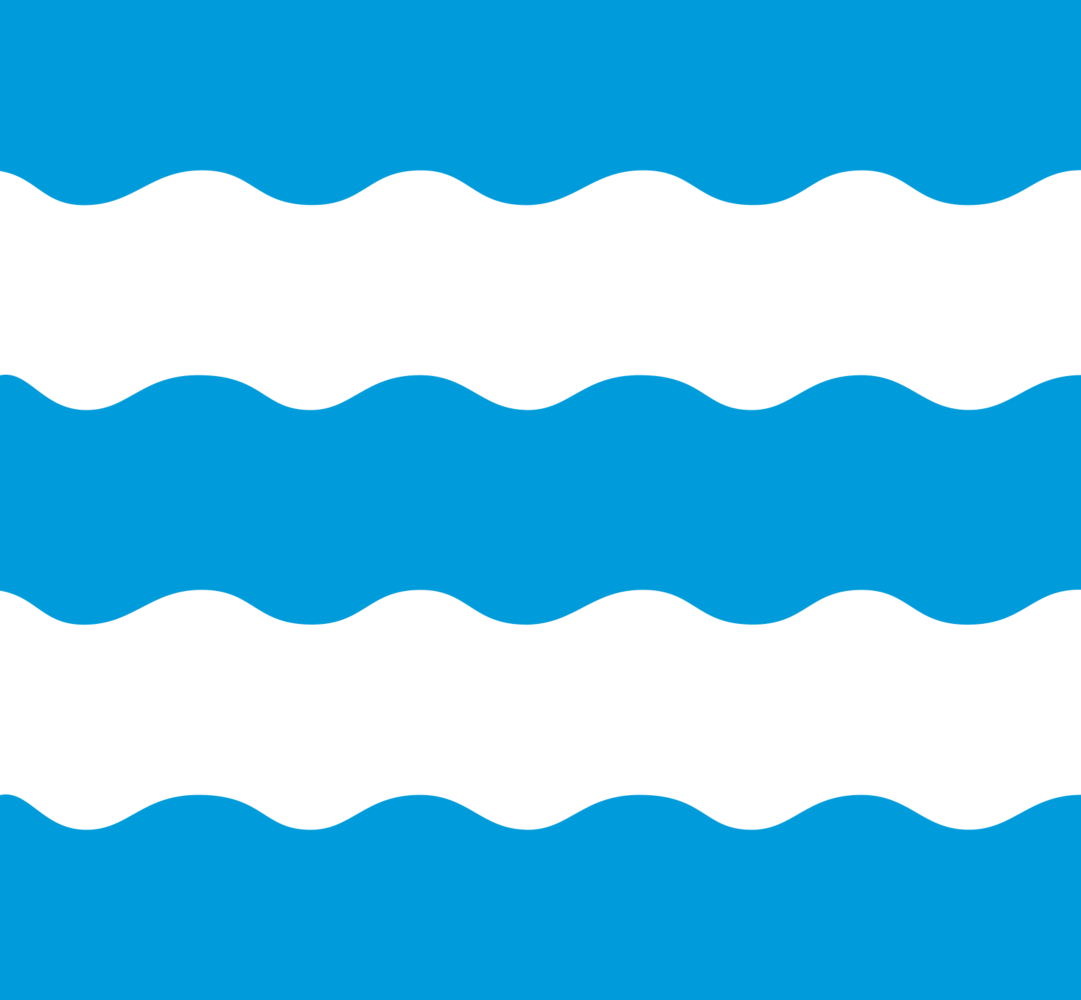
Harstad
Hasvik
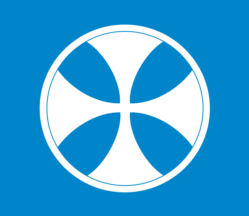
Ibestad
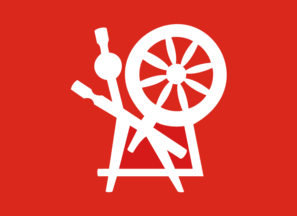
Kåfjord
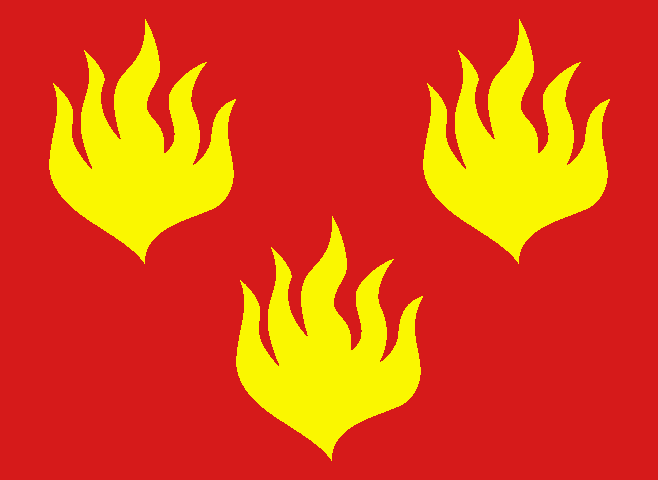
Karasjok
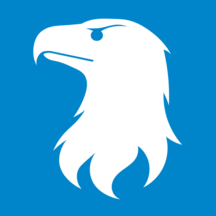
Karlsøy
Kautokeino
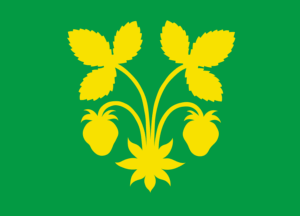
Kvæfjord
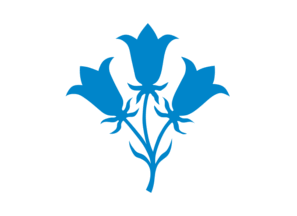
Kvænangen
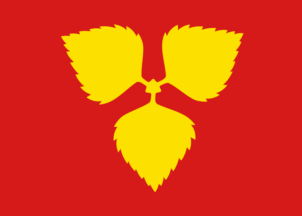
Lavangen
Lebesby
Loppa
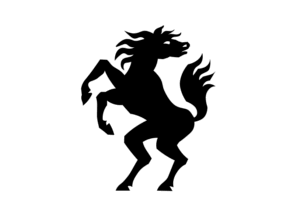
Lyngen
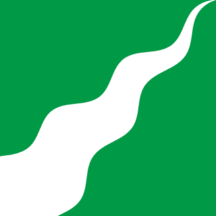
Målselv
Måsøy
Nesseby
Nordkapp
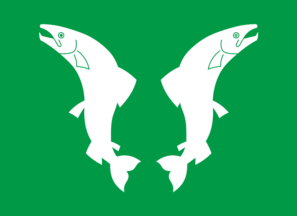
Nordreisa
Porsanger
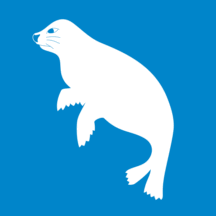
Salangen
Senja
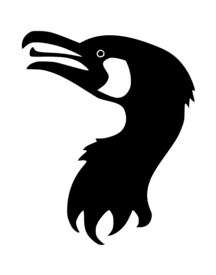
Skjervøy
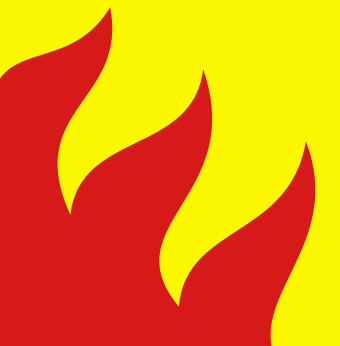
Sør-Varanger
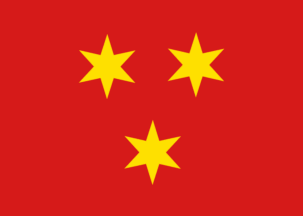
Sørreisa
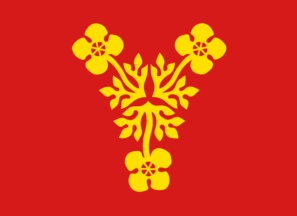
Storfjord
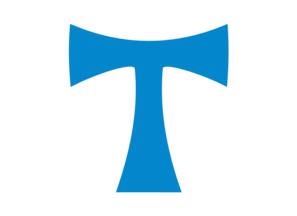
Tjeldsund
Tromsø
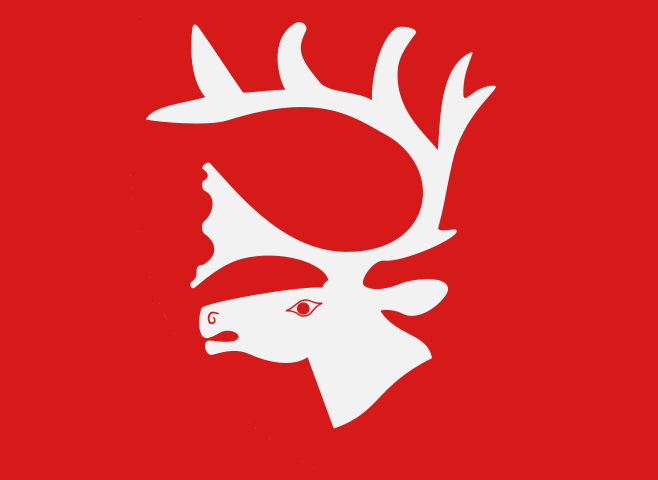
Vadsø
Vardø

Antics municipis
- Berg
- Bjarkøy
- Kvalsund
- Lenvik
- Skånland
- Sørøysund
- Torsken
- Tranøy

## Trøndelag

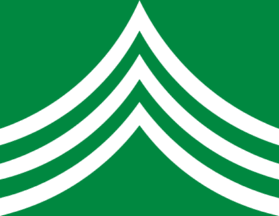
Flatanger
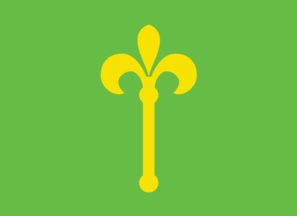
Frosta
Frøya
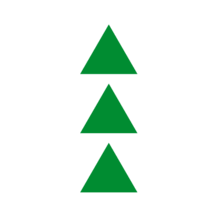
Grong
Heim
Hitra
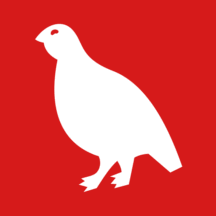
Holtålen
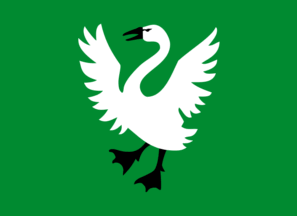
Høylandet
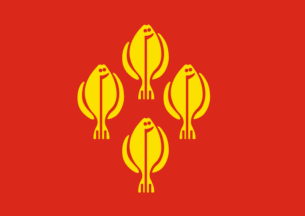
Inderøy
Indre Fosen
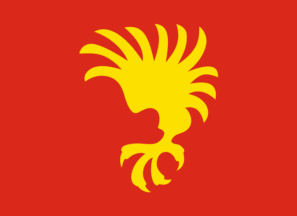
Leka
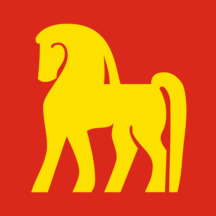
Levanger
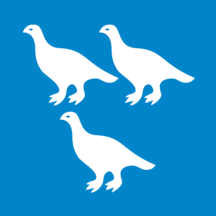
Lierne
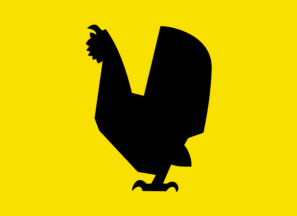
Malvik
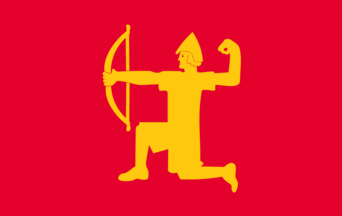
Melhus
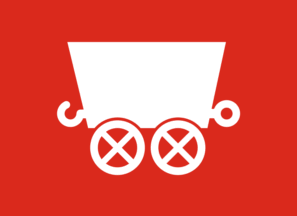
Meråker
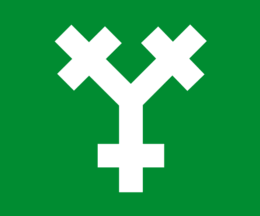
Midtre Gauldal
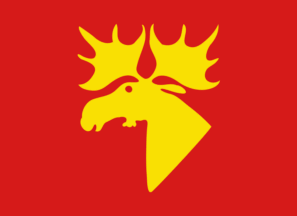
Namsos
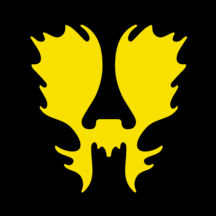
Namsskogan
Nærøysund
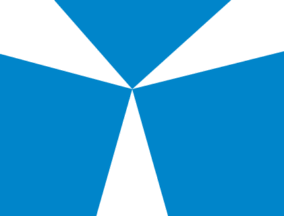
Oppdal
Orkland
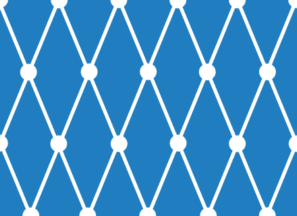
Osen
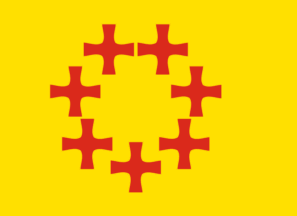
Overhalla
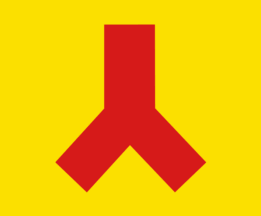
Rennebu
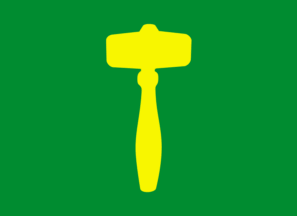
Rindal
Røros
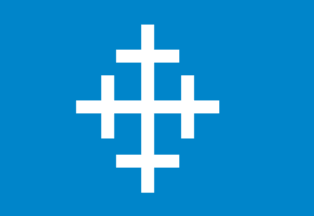
Røyrvik
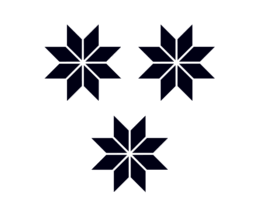
Selbu
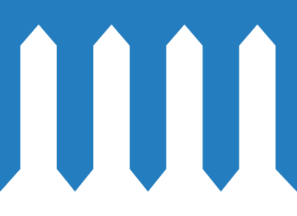
Skaun
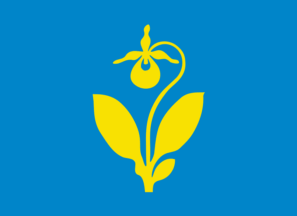
Snåsa
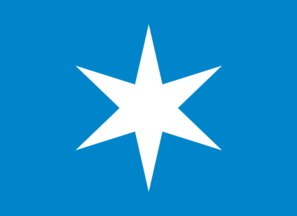
Steinkjer
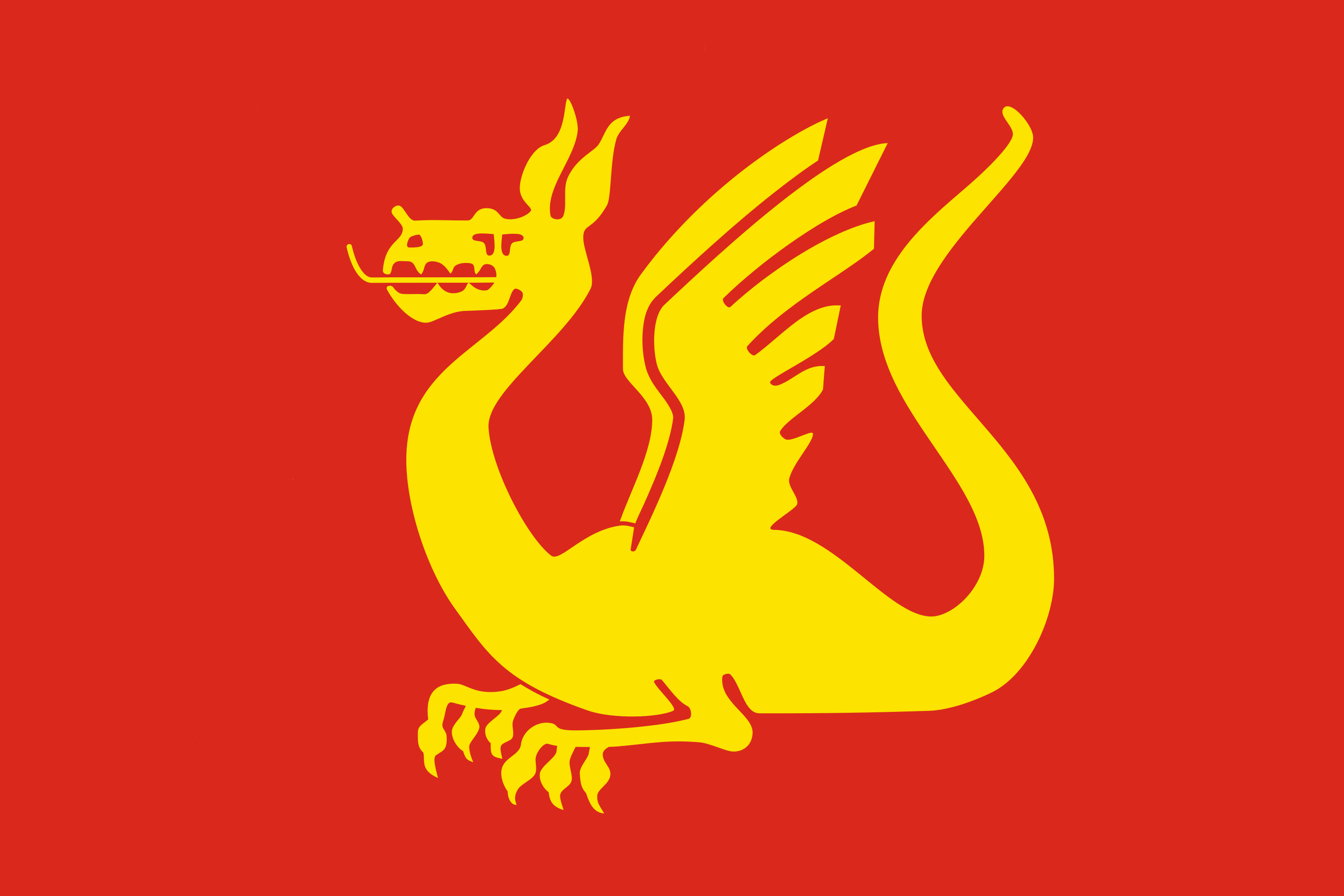
Stjørdal
Trondheim
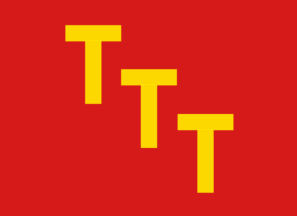
Tydal
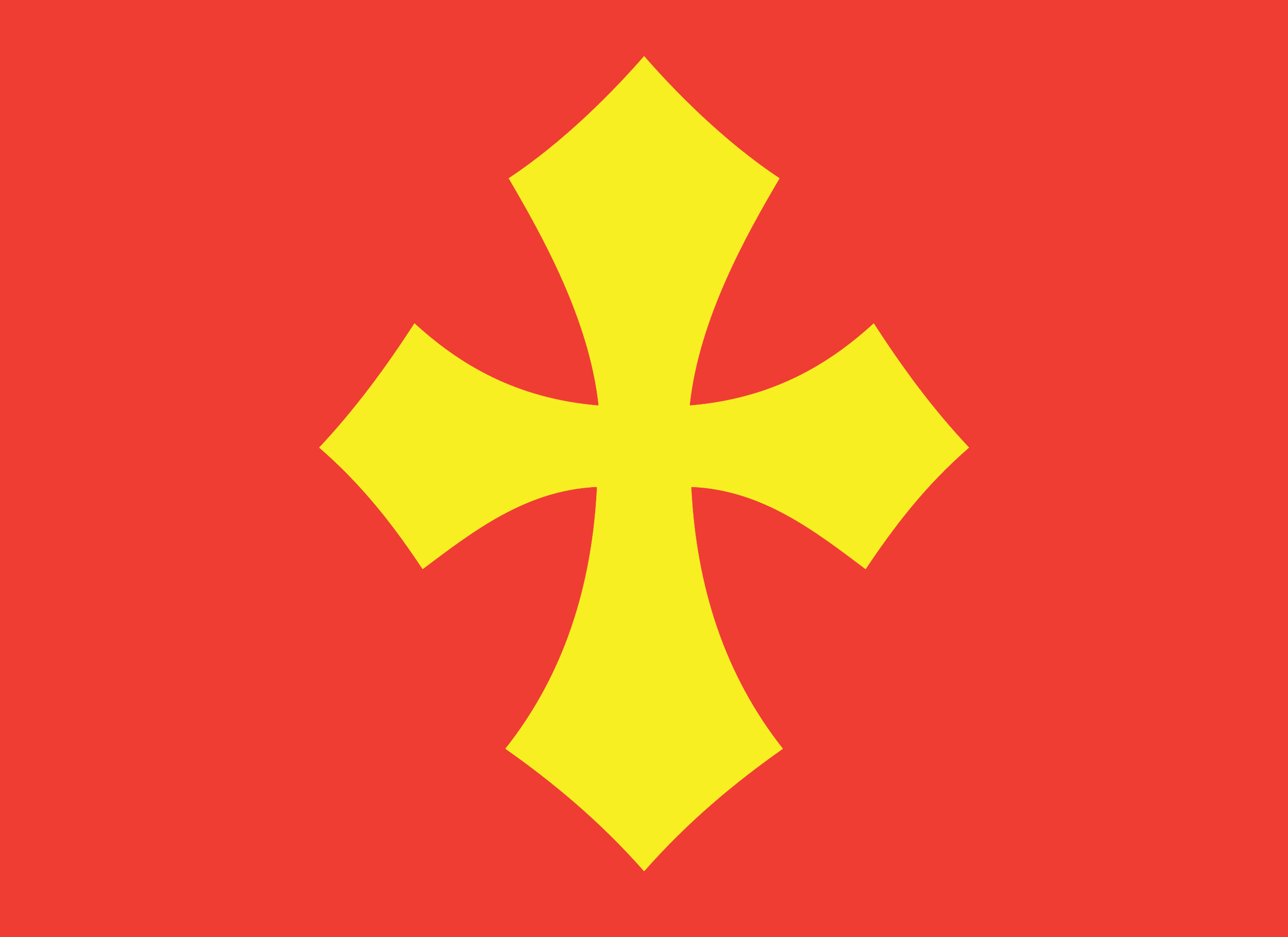
Verdal
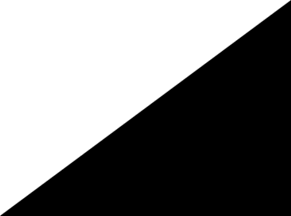
Ørland
Åfjord

Antics municipis

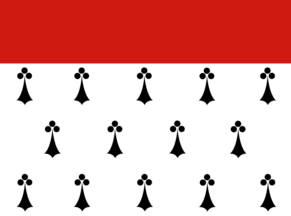
Agdenes
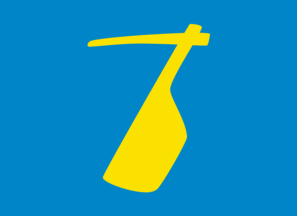
Bjugn
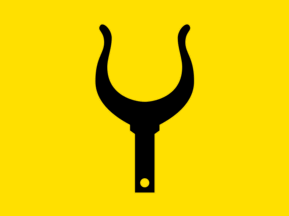
Fosnes
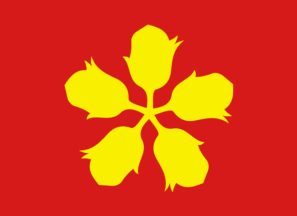
Hemne
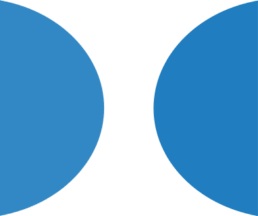
Klæbu
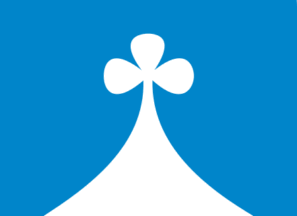
Leksvik
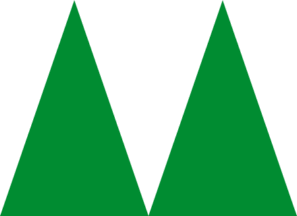
Mosvik
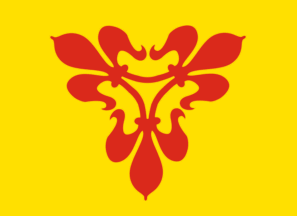
Nærøy
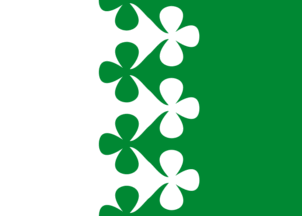
Namdalseid
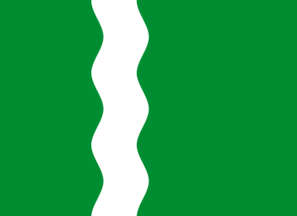
Orkdal
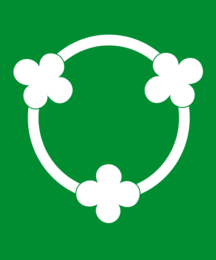
Rissa
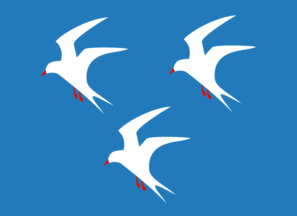
Roan
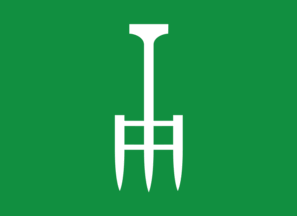
Snillfjord
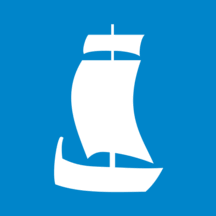
Verran
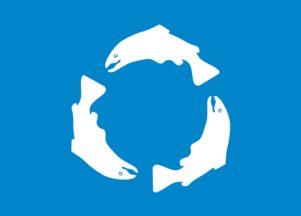
Vikna
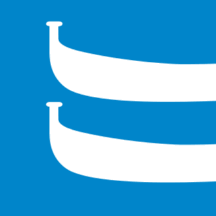
Åfjord (1997-2019)

## Vestfold og Telemark

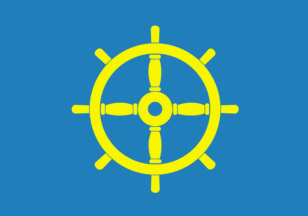
Bamble
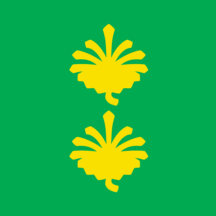
Drangedal
Færder
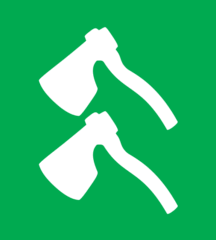
Fyresdal
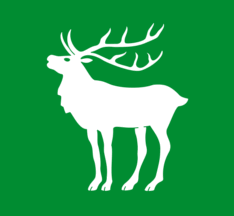
Hjartdal
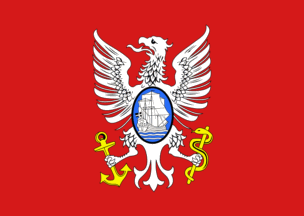
Holmestrand
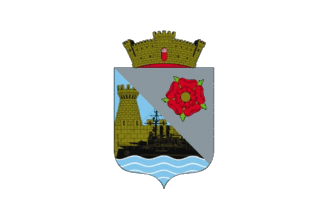
Horten
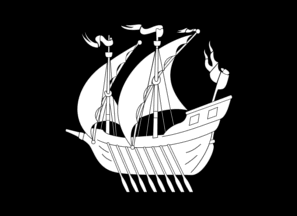
Kragerø
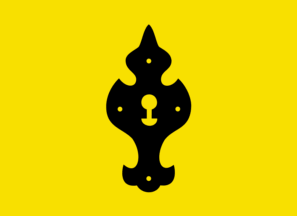
Kviteseid
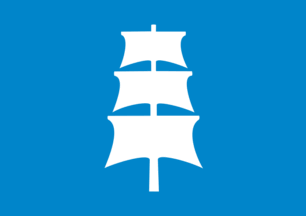
Larvik
Midt-Telemark
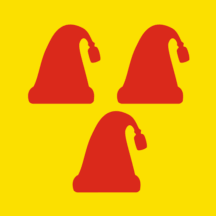
Nissedal
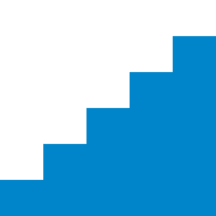
Nome
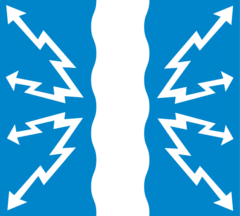
Notodden
Porsgrunn
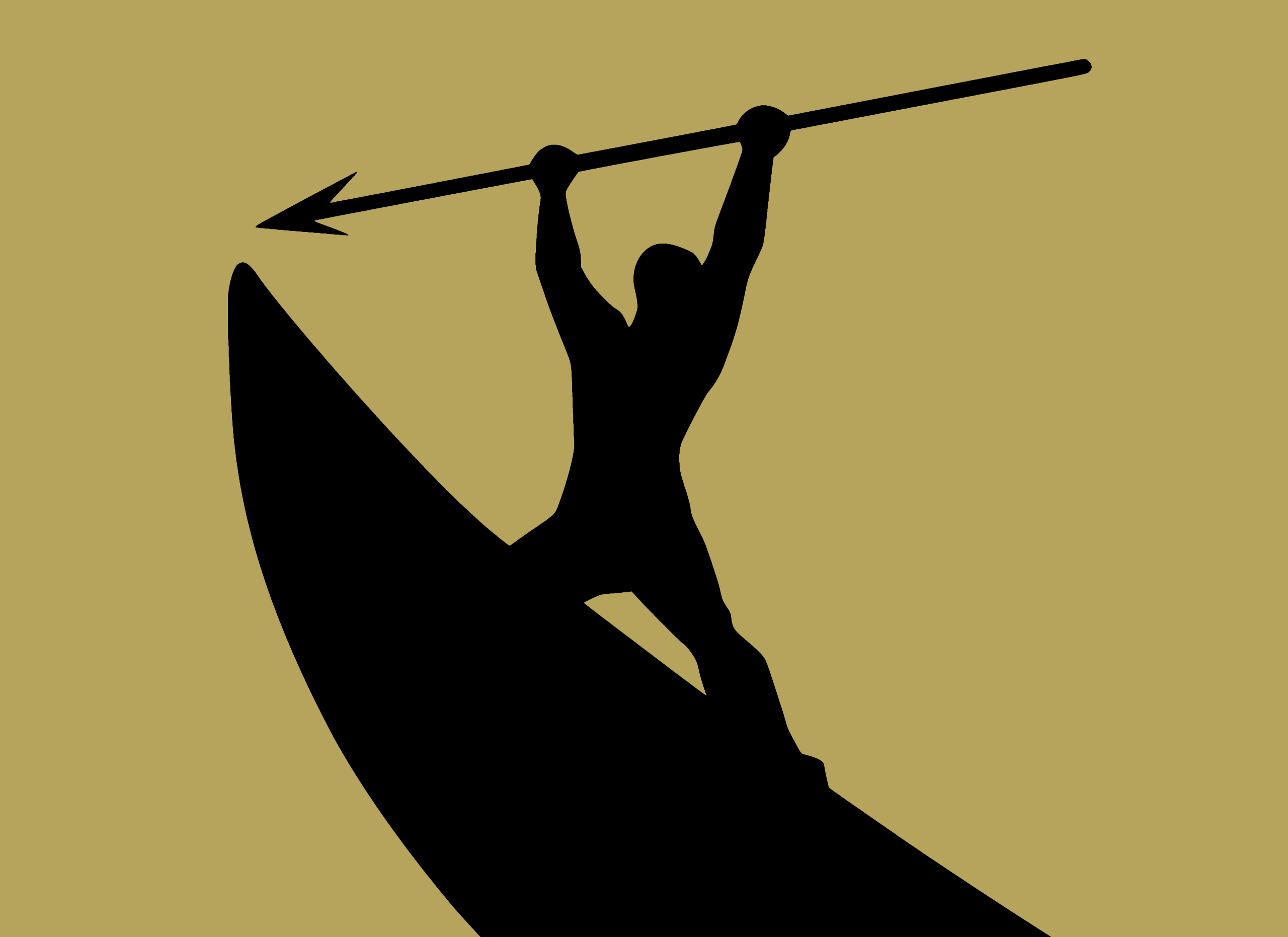
Sandefjord
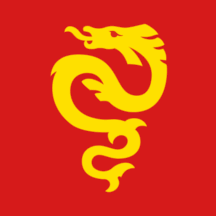
Seljord
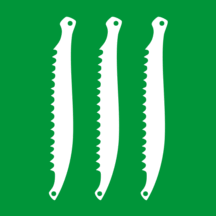
Siljan
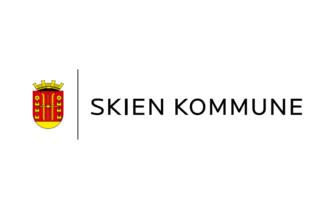
Skien
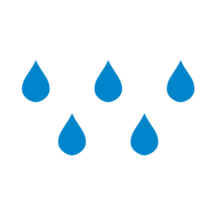
Tinn
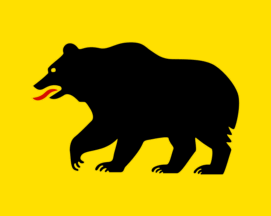
Tokke
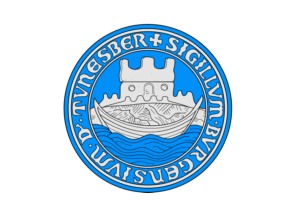
Tønsberg
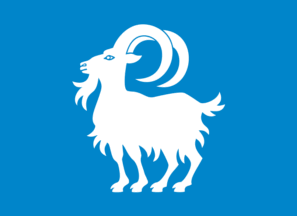
Vinje

Antics municipis

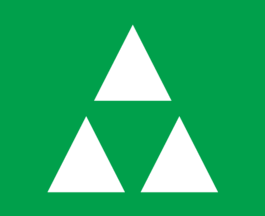
Andebu
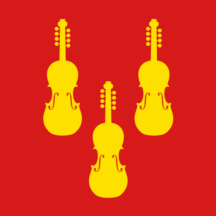
Bø
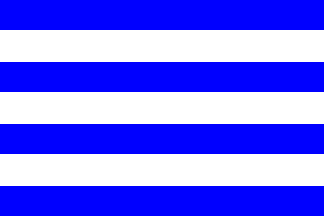
Brevik
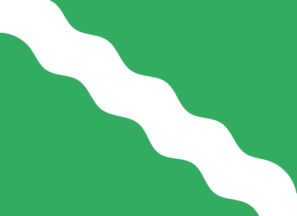
Hedrum
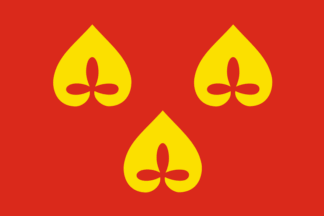
Hof
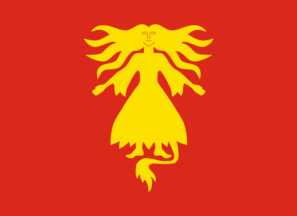
Lardal
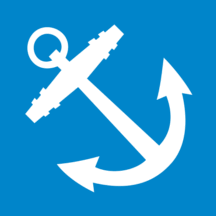
Nøtterøy
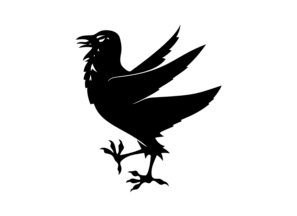
Ramnes
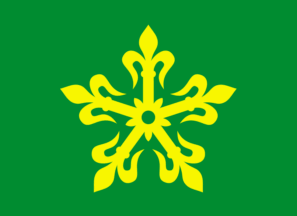
Re
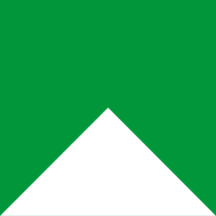
Sande
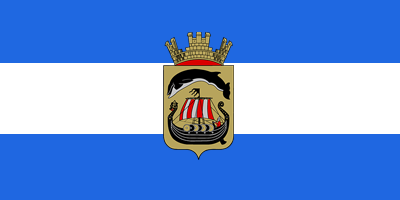
Sandefjord (1914-2017)
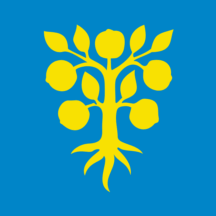
Sauherad
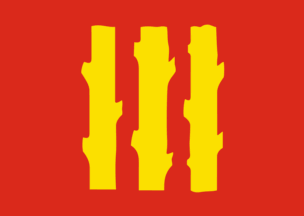
Stokke
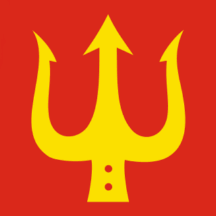
Svelvik
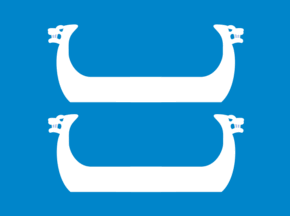
Tjølling
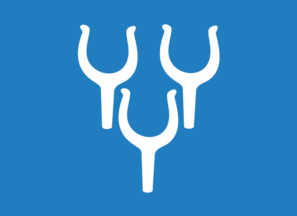
Tjøme
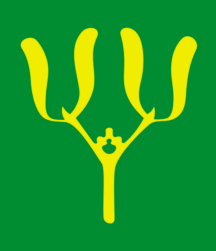
Våle

## Vestland

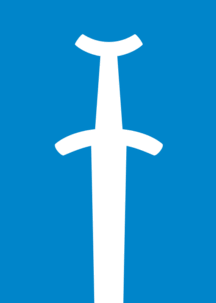
Balestrand
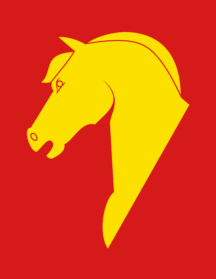
Eid
Flora
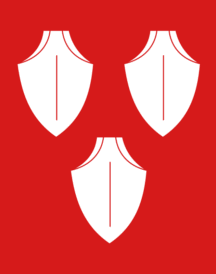
Førde
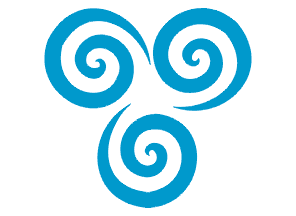
Fusa
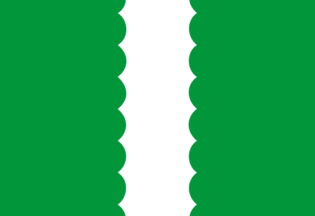
Gaular
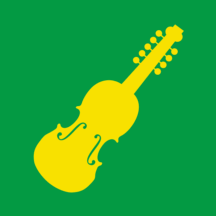
Granvin
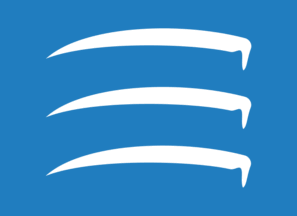
Hornindal
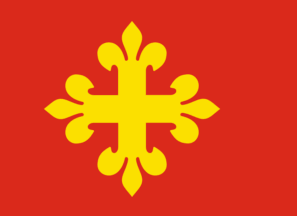
Jølster
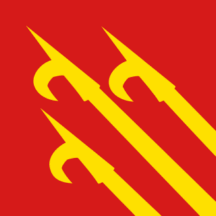
Jondal
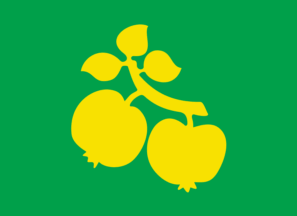
Leikanger
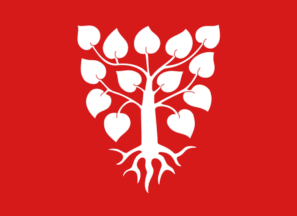
Lindås
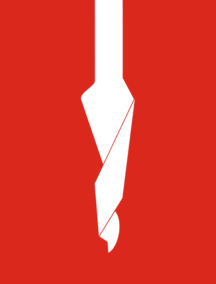
Meland
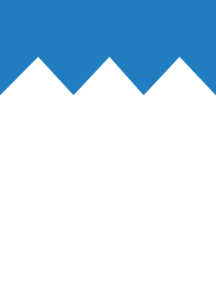
Naustdal
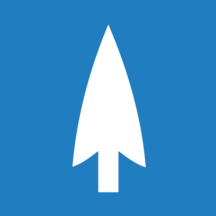
Odda
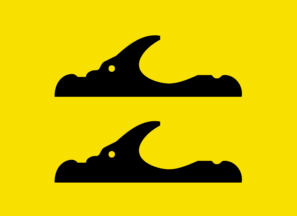
Radøy
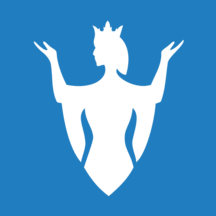
Selje
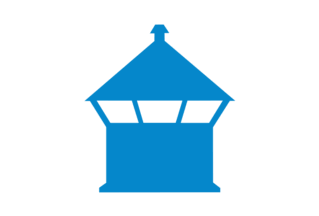
Sund
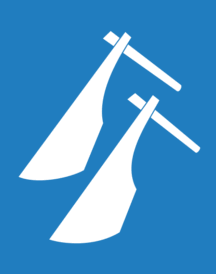
Vågsøy

Alver
Askøy
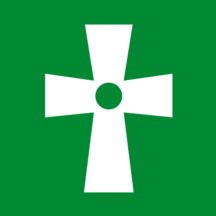
Askvoll
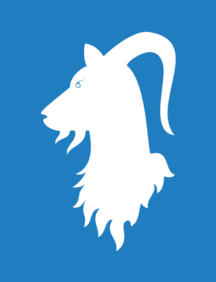
Aurland
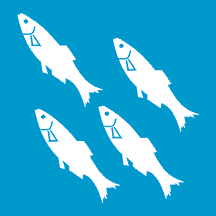
Austevoll
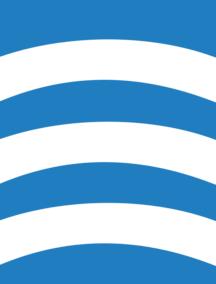
Austrheim
Bergen
Bjørnafjorden
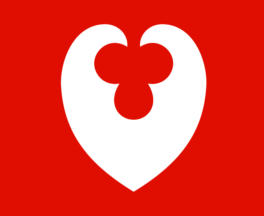
Bømlo
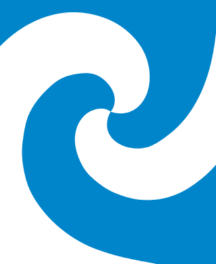
Bremanger
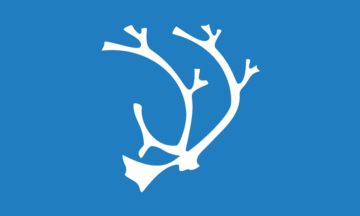
Eidfjord
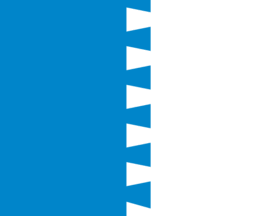
Etne
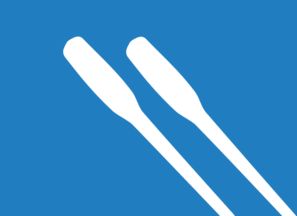
Fedje
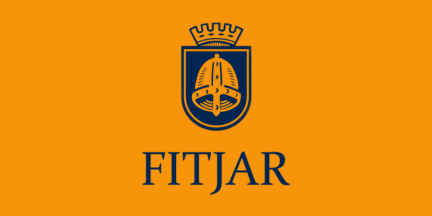
Fitjar
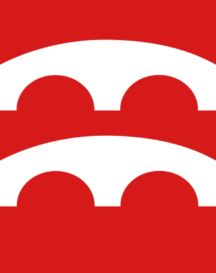
Fjaler
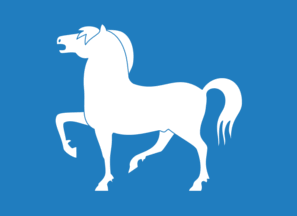
Gloppen
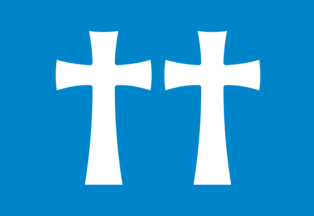
Gulen
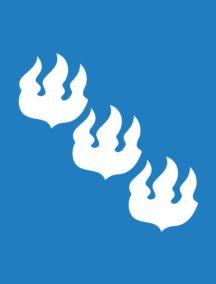
Høyanger
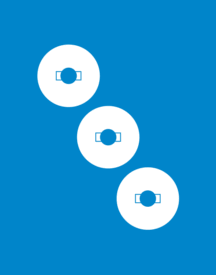
Hyllestad
Kinn
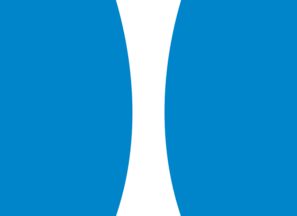
Kvam
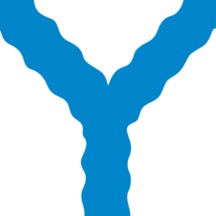
Kvinnherad
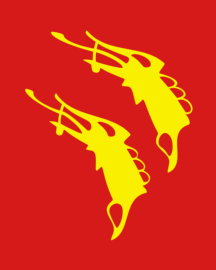
Lærdal
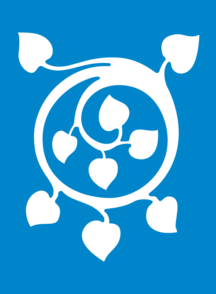
Luster
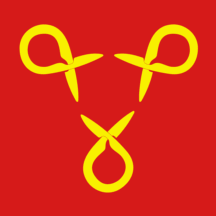
Masfjorden
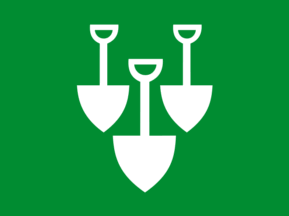
Modalen
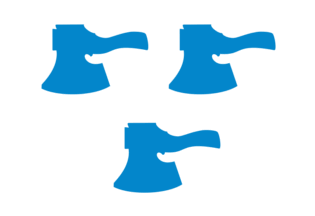
Osterøy
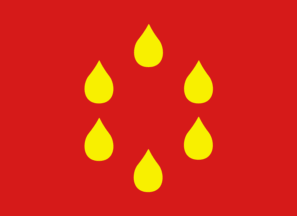
Samnanger
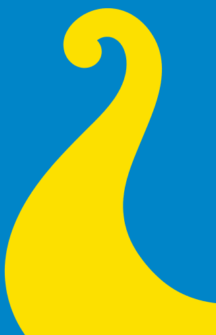
Sogndal
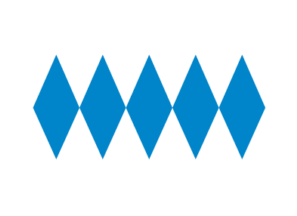
Solund
Stad
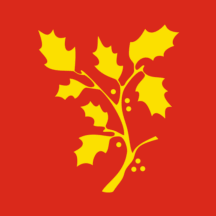
Stord
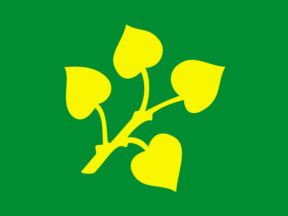
Stryn
Sunnfjord
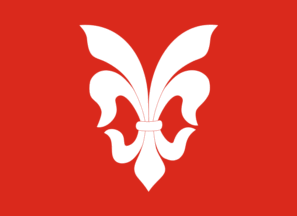
Sveio
Tysnes
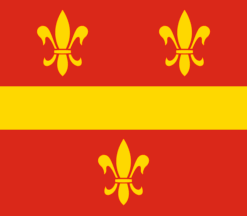
Ullensvang
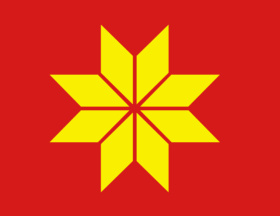
Ulvik
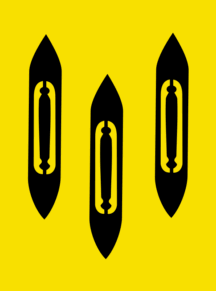
Vaksdal
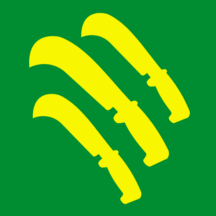
Vik
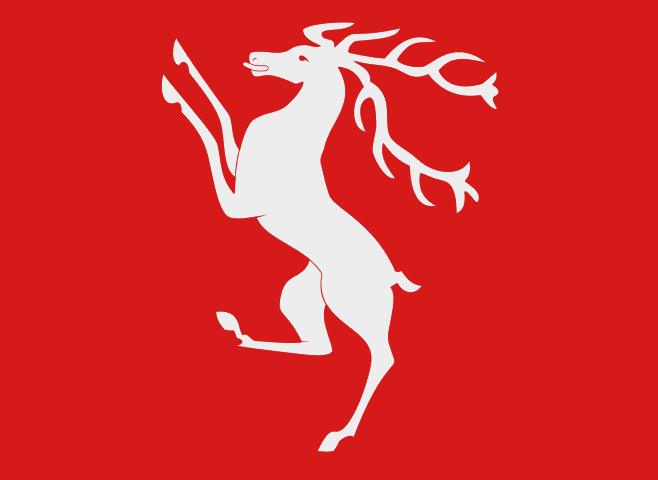
Voss
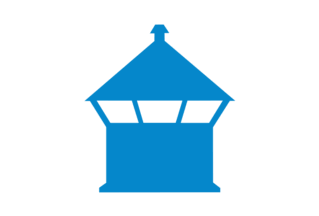
Øygarden
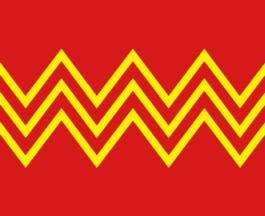
Årdal

Antics municipis
- Balestrand
- Eid
- Flora
- Førde
- Fusa
- Gaular
- Granvin
- Hornindal
- Jølster
- Jondal
- Leikanger
- Lindås
- Meland
- Naustdal
- Odda
- Radøy
- Selje
- Sund
- Vågsøy

## Viken

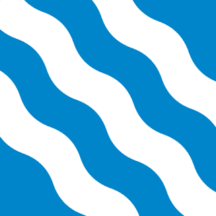
Askim
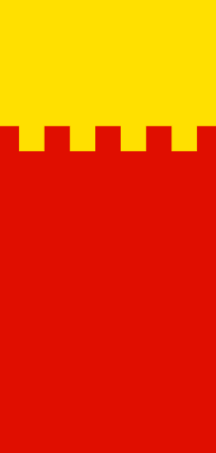
Borge
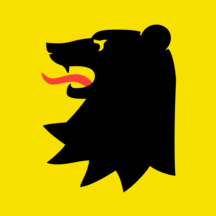
Eidsberg
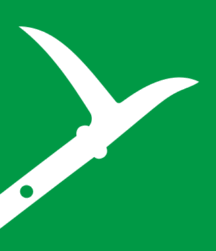
Fet
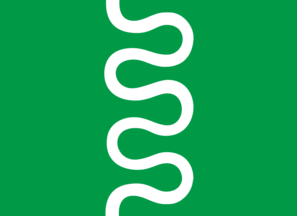
Hobøl
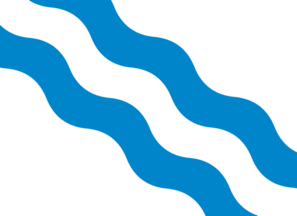
Hurum
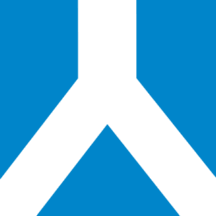
Kråkerøy
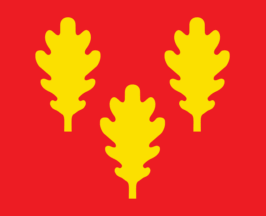
Nedre Eiker
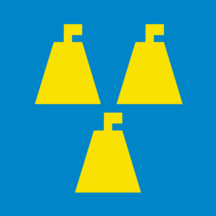
Onsøy
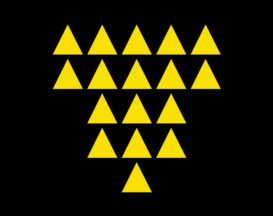
Oppegård
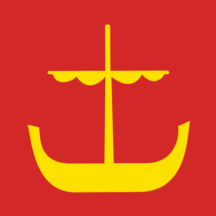
Rolvsøy
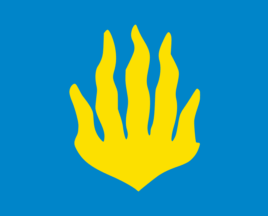
Røyken
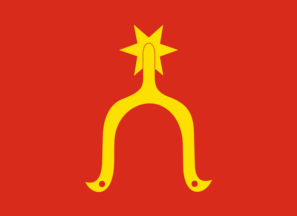
Rygge
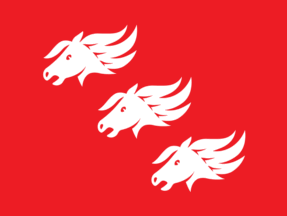
Skedsmo
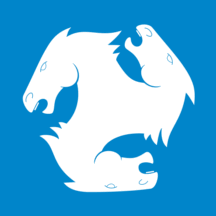
Ski
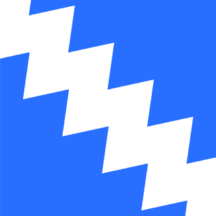
Skjeberg
Sørum
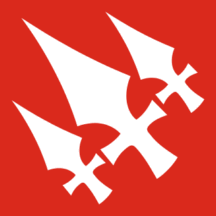
Spydeberg
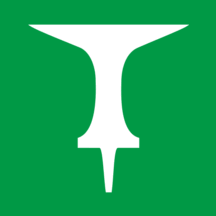
Trøgstad
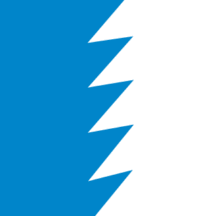
Tune
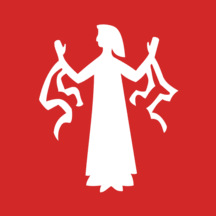
Varteig

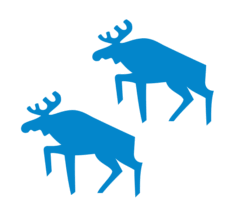
Aremark
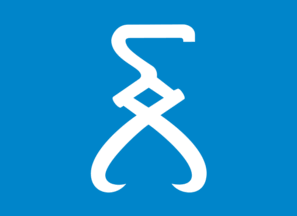
Aurskog-Høland
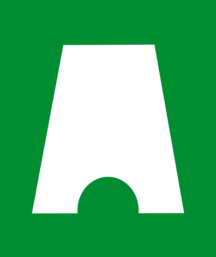
Bærum
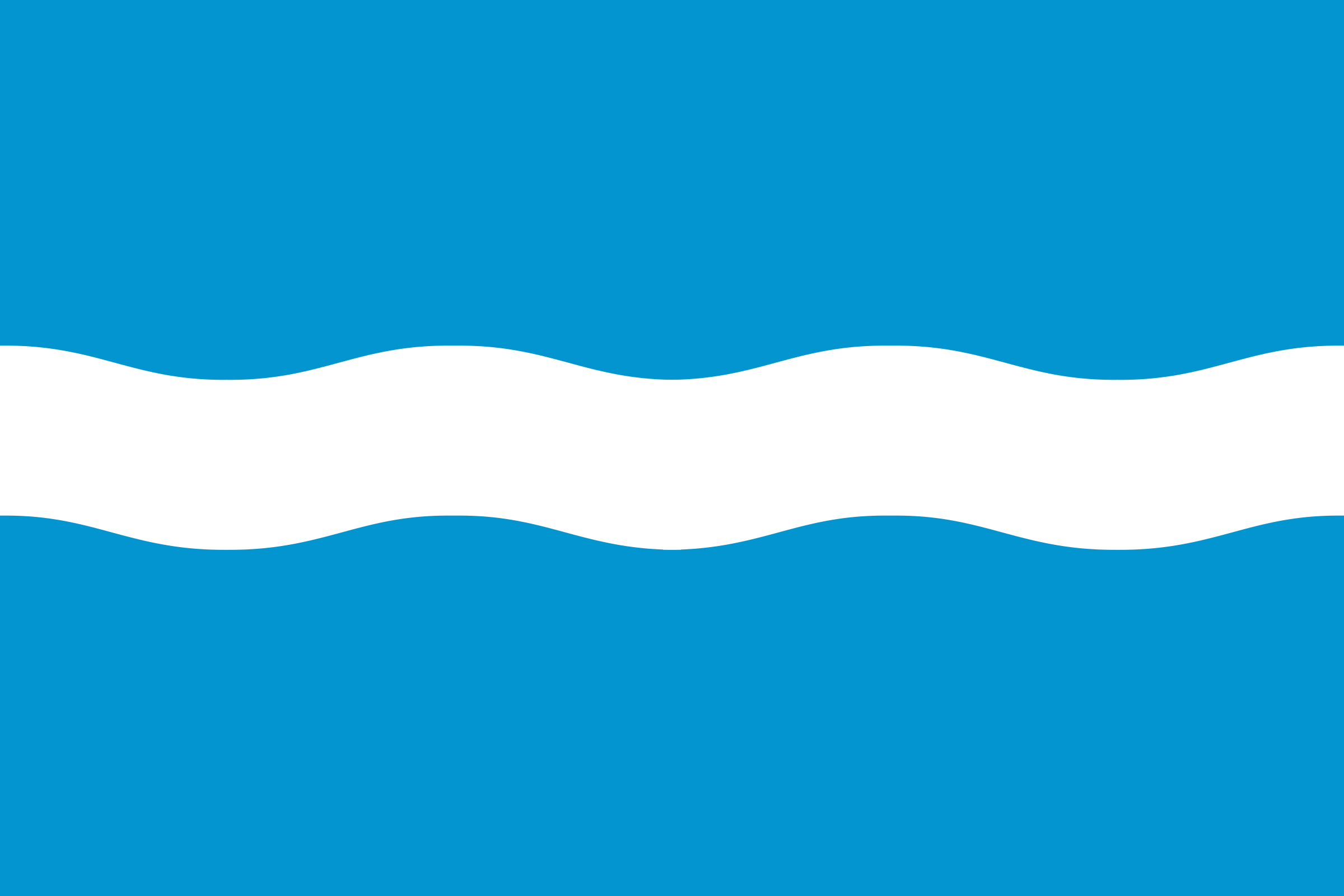
Drammen
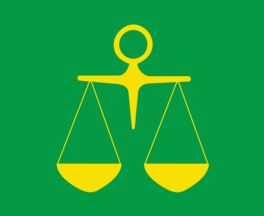
Eidsvoll
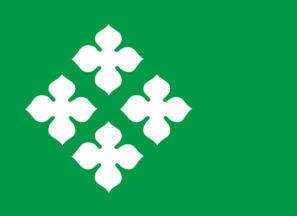
Enebakk
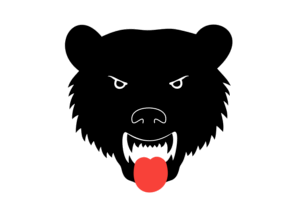
Flå
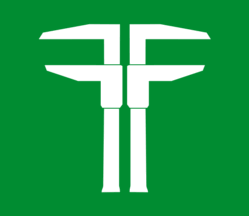
Flesberg
Fredrikstad
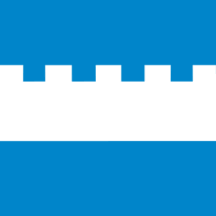
Frogn
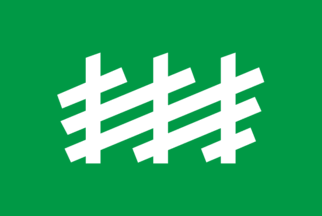
Gjerdrum
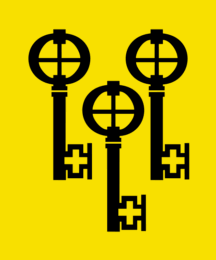
Gol
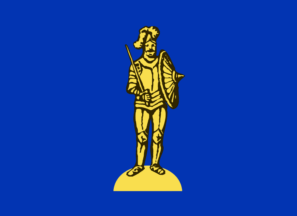
Halden
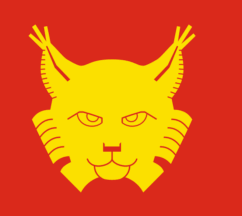
Hemsedal
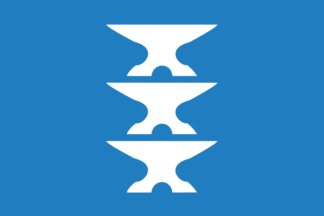
Hol
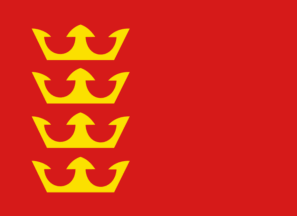
Hole
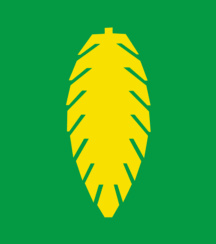
Hurdal
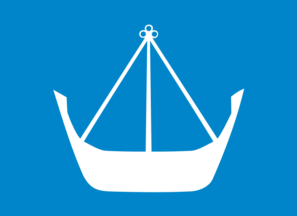
Hvaler
Indre Østfold
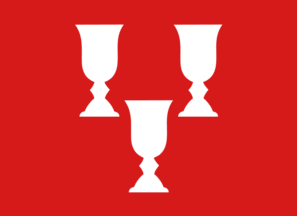
Jevnaker
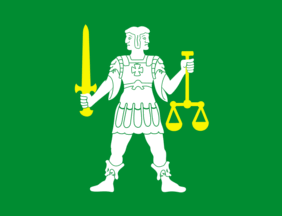
Kongsberg
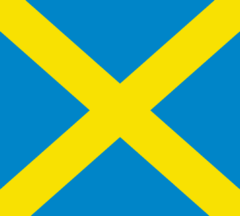
Krødsherad
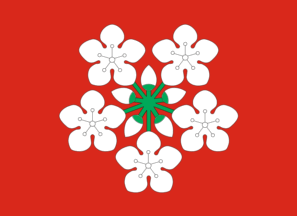
Lier
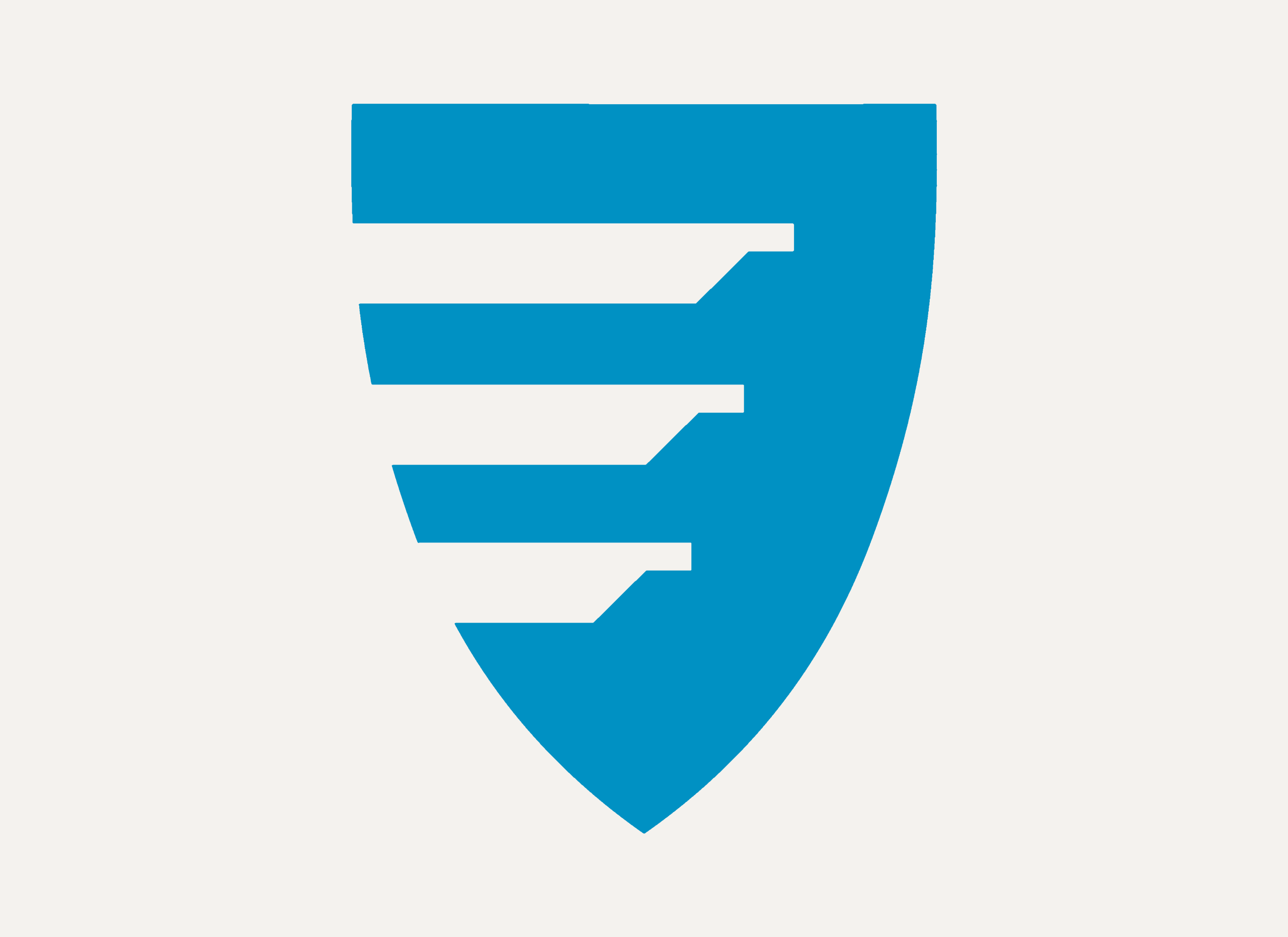
Lillestrøm
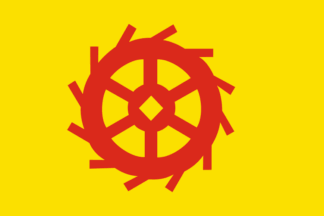
Lørenskog
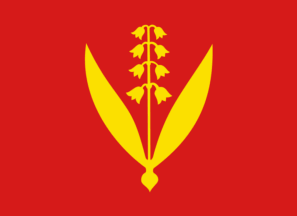
Lunner
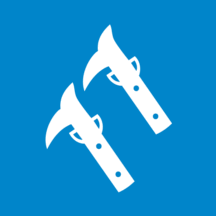
Marker
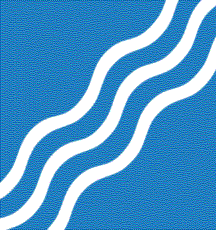
Modum
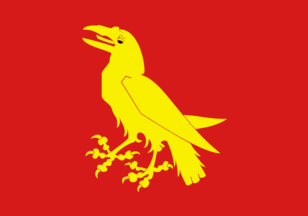
Moss
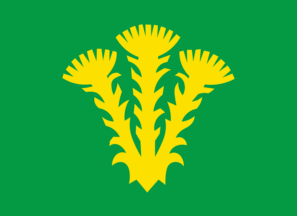
Nannestad
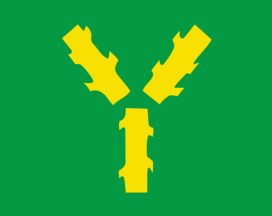
Nes
Nesbyen
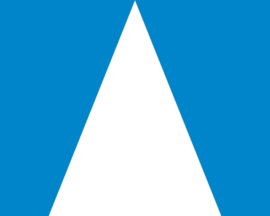
Nesodden
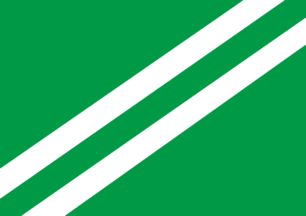
Nittedal
Nordre Follo
Nore og Uvdal
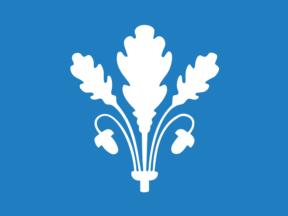
Øvre Eiker
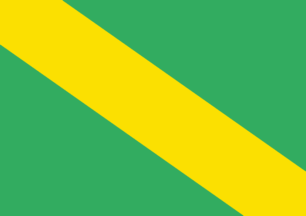
Råde
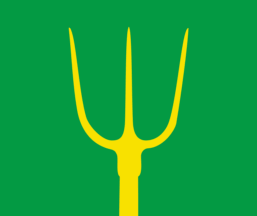
Rælingen
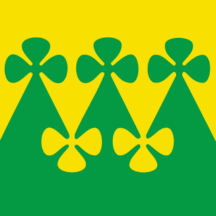
Rakkestad
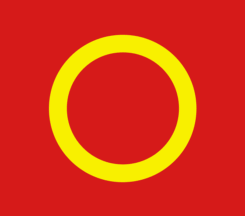
Ringerike
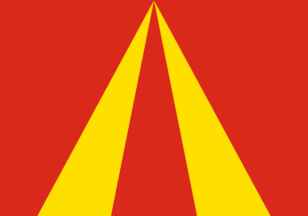
Rollag
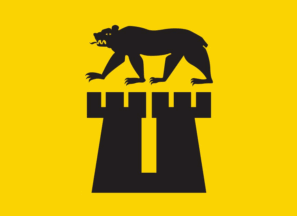
Sarpsborg
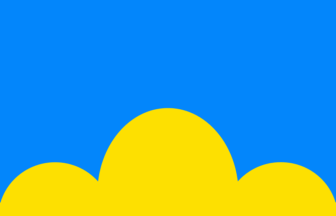
Sigdal
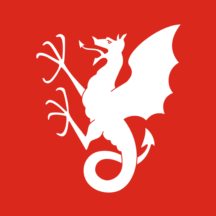
Skiptvet
Ullensaker
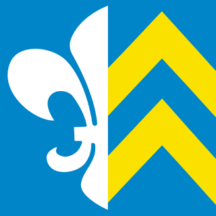
Våler
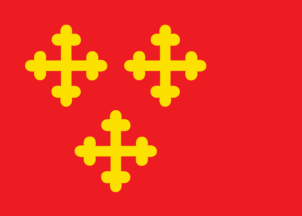
Vestby
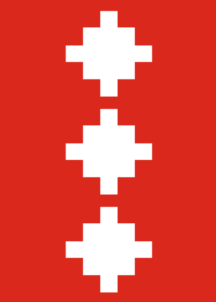
Ål
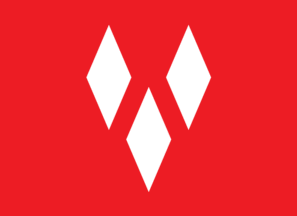
Ås

Antics municipis
- Askim
- Borge
- Eidsberg
- Fet
- Hobøl
- Hurum
- Kråkerøy
- Nedre Eiker
- Onsøy
- Oppegård
- Rolvsøy
- Røyken
- Rygge
- Skedsmo
- Ski
- Skjeberg
- Sørum
- Spydeberg
- Trøgstad
- Tune
- Varteig